# Dinklage
Dinklage ist eine Stadt im Landkreis Vechta in Niedersachsen.

## Wappen
Blasonierung: In Gold eine rote Wolfsangel begleitet rechts vom roten Andreaskreuz und links von einer roten Rose mit goldenem Butzen.
Von den Herren von Dinklage wurden der Schragen und die Rose, von der Familie von Galen die rote Wolfsangel als Motive für das Wappen der Stadt Dinklage übernommen. „Die Vereinigung dieser wesentlichen Motive aus den Wappen der bedeutendsten Familien der Stadt ist ein heraldisch wirkungsvoller Ausdruck der Stadtgeschichte.“

## Stadtgliederung und Nachbarorte

### Stadtgliederung
Die Stadt Dinklage umfasst einen geschlossenen Stadtkern (einschließlich der Stadtteile Wiek und Hörst), in dem etwa 85 Prozent der Bevölkerung leben, sowie sechs Bauerschaften: Bahlen, Bünne, Höne, Langwege, Schwege und Wulfenau.

### Nachbarorte
| Emden (120 km) Quakenbrück (13 km) | Oldenburg (60 km) Essen (14 km)  | Bremen (70 km) Bakum (12 km)    |  |
| Lingen (60 km) Badbergen (10 km)   |                                  | Lohne (7 km) Hannover (130 km)  |  |
| Gehrde (14 km) Bersenbrück (20 km) | Holdorf (8 km) Osnabrück (50 km) | Steinfeld (10 km) Damme (20 km) |  |

Entfernungsangaben beziehen sich auf die Entfernung bis zum jeweiligen Ortszentrum.

## Geografie

### Geografische Lage

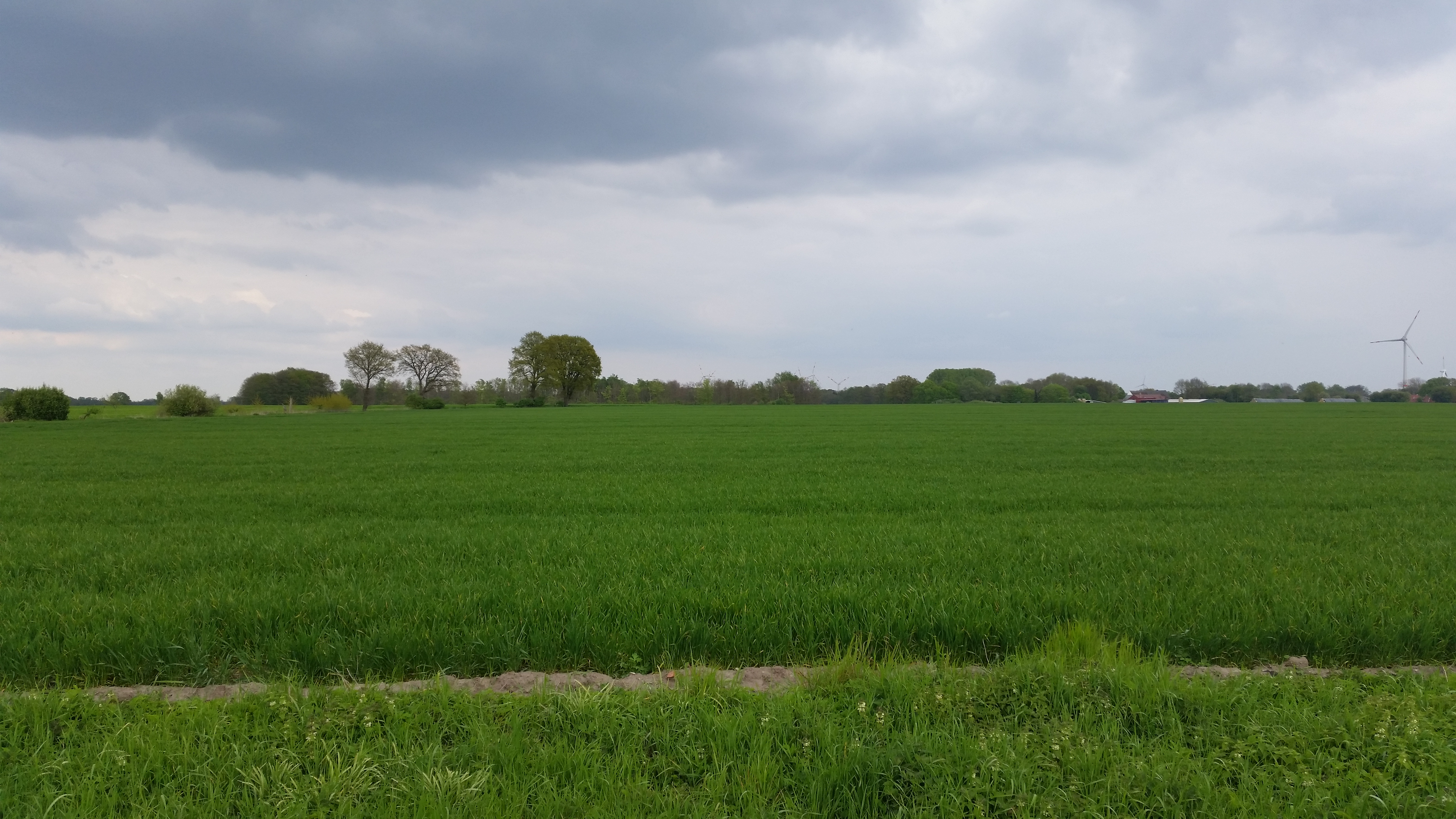
Acker an der Grenze der Stadtteile Langwege und Schwege im Dinklager Becken

Dinklage liegt in der Norddeutschen Tiefebene, im sogenannten Dinklager Becken – einem ausgedehnten Niederungsgebiet etwa 100 km südlich der Nordseeküste und rund 60 km östlich der niederländischen Grenze, etwa auf halber Strecke zwischen Bremen und Osnabrück.
Östlich und nordöstlich schließen sich größere Moorgebiete an, im Nordwesten grenzt die Cloppenburger Geest, südöstlich die Dammer Berge, im Westen das Hasetal und weiter westlich bis südwestlich die Ankumer Höhe.
Das Stadtgebiet ist überwiegend flach und fällt leicht von Südost nach Nordwest ab. Die höchste Erhebung liegt bei 31,5 m ü. NN im Süden des Stadtgebietes, in der Bauerschaft Langwege nahe der Bundesstraße 214. Der tiefste Punkt mit 23 m ü. NN befindet sich im Nordwesten des Stadtgebietes, an der Lager Hase in der Bauerschaft Wulfenau. Der Stadtkern liegt auf etwa 26 bis 28 m ü. NN. Das Landschaftsbild ist geprägt von Baumreihen und Wallhecken, die der Fläche Struktur verleihen.

### Geologie
Der Untergrund im Raum Dinklage besteht überwiegend aus glazio-fluviatilen Sedimenten des Pleistozäns, vor allem aus lehmigen und sandigen Ablagerungen. Bohrungen ergaben, dass die oberste Bodenschicht etwa fünf bis sieben Meter mächtig ist. Darunter folgt eine rund zehn Meter starke Schicht aus lehmigen und mergelhaltigen Sedimenten.
In 25 bis 30 Metern Tiefe liegen sandige Schichten, die einen ergiebigen Aquifer zur Grundwasserförderung bilden. Ein oberflächennaher Grundwasserleiter befindet sich bereits in zwei bis sechs Metern Tiefe.

### Hydrologie

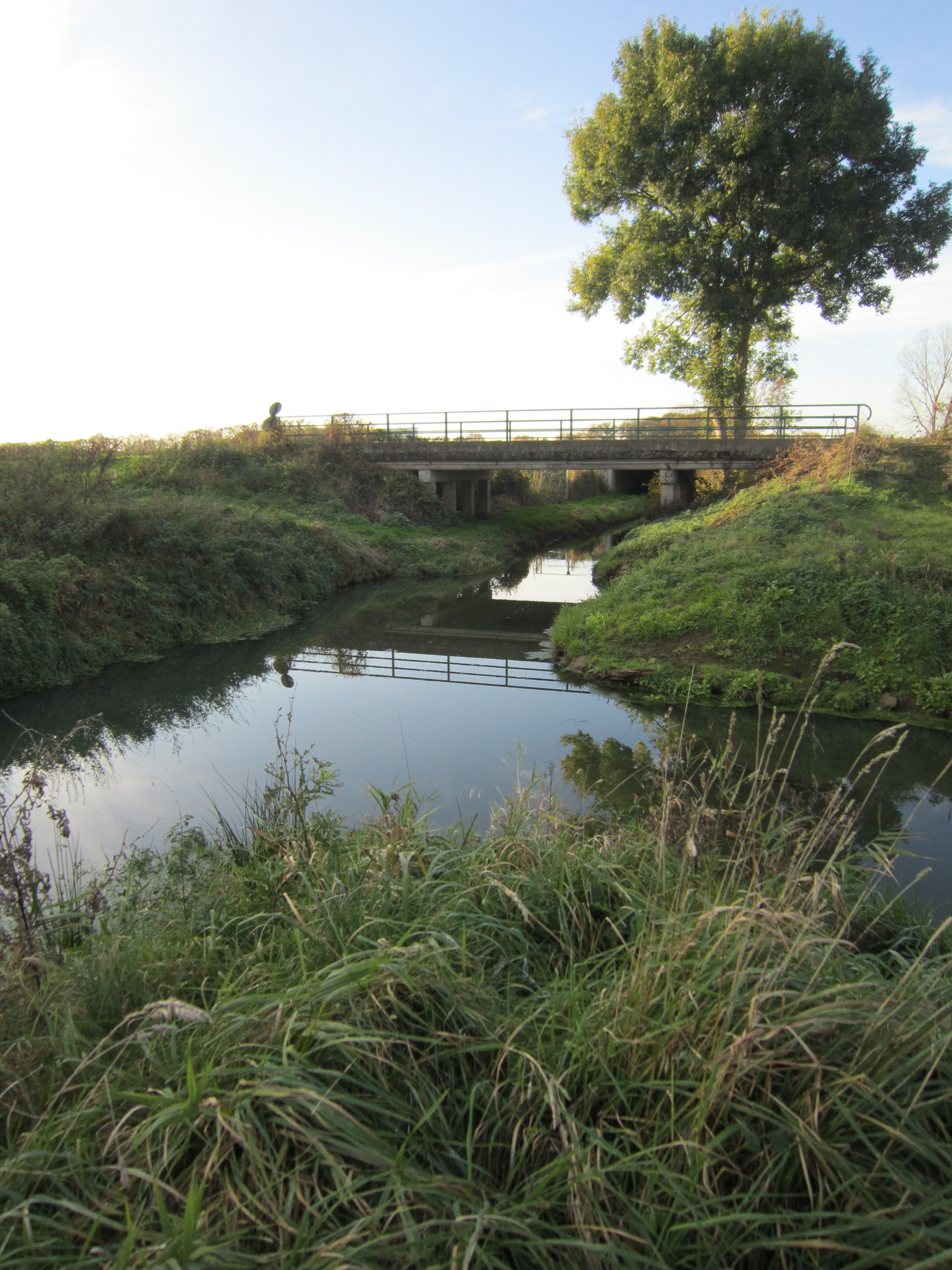
Mündung des Barkhoffbachs in den Dinklager Mühlenbach unmittelbar vor der Unterquerung der A 1 in Langwege

Auf der Oberfläche fließen nahe Dinklage mehrere Tieflandbäche von rechts dem Dinklager Mühlenbach zu – das sind von Süden nach Norden der Trenkampsbach, die Dinkel und der Hopener Mühlenbach. Der Dinklager Mühlenbach strömt in nördlicher Richtung bis zur Dinklager Stadtgrenze, wo er sich mit dem gleichfalls aus Osten kommenden Grenzbach Aue zur Lager Hase vereinigt und über die Hase und Ems in die Nordsee mündet. Von links fließt dem Dinklager Mühlenbach der Bünner Bach zu.
Der Handorfer Mühlenbach mündet, aus Richtung Südosten von der Dinklager Bauerschaft Langwege kommend, in den Bünne-Wehdeler Grenzkanal, der Dinklage und damit den Landkreis Vechta im Westen begrenzt. Dieser Kanal fließt in den Essener Kanal, einen Flussarm des Hase-Binnendeltas, der sich westlich von Essen mit der Lager Hase vereinigt. Ein Teil des Oberflächenwassers aus Dinklage fließt nördlich von Quakenbrück über die Lager Hase, ein anderer über den Grenzkanal und den Essener Kanal in die Große Hase. Über den Unterlauf der Hase und die Ems gelangt es schließlich in gemächlichem Tempo in die Nordsee.

## Klima
In Dinklage herrscht ein durch feuchte Nordwestwinde von der Nordsee beeinflusstes gemäßigtes Seeklima mit milden Wintern, warmen Sommern und ganzjährig gleichmäßig verteilten, mäßigen Niederschlägen. Die Sommer sind häufig trocken und sonnig, während im Winter gelegentlich Schnee fällt.
Im Jahre 2023 betrug die durchschnittliche Temperatur 11,2 °C. Sie ist tendenziell steigend. Sie betrug in den letzten zehn Jahren durchschnittlich 10,6 °C und in den letzten 100 Jahren waren es durchschnittlich 9,2 °C.
Zwischen Mai und August kann mit durchschnittlich 20–25 Sommertagen (klimatologische Bezeichnung für Tage, an denen die Maximaltemperatur 25 °C übersteigt) gerechnet werden.
Es gibt je nach Messmethode und Definition durchschnittlich etwa 1627 - 2275 Sonnenstunden pro Jahr.
Es fällt jährlich ca. 700 mm Niederschlag.
|                   | Jan  | Feb  | Mär  | Apr  | Mai  | Jun  | Jul  | Aug  | Sep  | Okt  | Nov  | Dez  |   |       |
|                   |      |      |      |      |      |      |      |      |      |      |      |      |   |       |
| Niederschlag (mm) | 61,4 | 41,9 | 51,9 | 49,5 | 62,0 | 71,5 | 64,7 | 65,0 | 51,3 | 52,9 | 61,6 | 66,1 | Σ | 699,8 |

|  |

|  |

|  |

|  |

|  |

|  |

|  |

|  |

|  |

|  |

|  |

|  |

|  |

|  |

|  |

|  |

|  |

|  |

|  |

|  |

|  |

|  |

|  |

|  |

| N i e d e r s c h l a g | 61,4 | 41,9 | 51,9 | 49,5 | 62,0 | 71,5 | 64,7 | 65,0 | 51,3 | 52,9 | 61,6 | 66,1 |
|                         | Jan  | Feb  | Mär  | Apr  | Mai  | Jun  | Jul  | Aug  | Sep  | Okt  | Nov  | Dez  |

## Geschichte

### Mittelalter
Der Ort Dinklage wurde 1231 erstmals urkundlich im Zusammenhang mit dem Adelsgeschlecht „Herren von Dincklage“ erwähnt (Thinclage, später Dynclage bzw. Dinklage). Bertram von Dincklage und seine Söhne Johannes und Bertram waren zunächst Dienstmannen der Grafen von Ravensberg-Vechta und wurden 1252 Lehnsträger des Bistums Münster. Im 14. Jahrhundert stieg die Familie zum führenden Adelsgeschlecht der Region auf.
Südöstlich des Ortes entstand vermutlich im 13. Jahrhundert eine Turmhügelburg (Motte), die Ferdinandsburg. Unklar ist, wann genau sie errichtet wurde.
Um das Jahr 1372 versuchten die Herren von Dincklage eine eigene Herrschaft zu errichten. Dies führte zu Konflikten mit dem Bischof von Münster, der ihre Burg 1374 zerstören ließ. Infolge einer Erbteilung entstanden bereits um 1400 vier neue Burgen, die Hugoburg, die Herbordsburg, die Dietrichsburg und die Johannsburg, von denen heute nur noch die Dietrichsburg erhalten ist, allerdings in einem späteren Baustil.
An die Herbordsburg (bis 1677) und die Hugoburg (bis 1840) erinnern nur noch die ehemalige Rentei (Platz der ehemaligen Herbodsburg) und die Burgkapelle (Platz der ehemaligen Hugoburg). Wo sich die Johannsburg befand, ist unklar.
Am 4. Juni 1349 wurde die erste Kirche im Ort geweiht, Dinklage zur eigenständigen Pfarrei erhoben und von der Mutterpfarrei Lohne getrennt.
Pestepidemien trafen die Region in den Jahren 1360 und 1380.

### Neuzeit
Im 16. und 17. Jahrhundert gab es weitere Pestepidemien.
Johann von Dincklage, ein bedeutendes Mitglied des Adelsgeschlechts von Dincklage, unterstützte im Jahre 1543 die Reformation von Martin Luther; ein Großteil der Einwohner von Dinklage nahm den protestantischen Glauben an.
Im Jahre 1575 gab es in Dinklage einen verheerenden Großbrand, bei dem viele Häuser zerstört wurden.
Im Jahr 1588 sah sich die Familie von Dincklage mit erheblichen finanziellen Schwierigkeiten konfrontiert. In diesem Zusammenhang ging Magdalene von Dincklage eine Ehe mit Caspar von Ledebur ein. In der Folge gelangte die Dietrichsburg durch Erbgang in den Besitz der Familie von Ledebur.
Auch nach dem Tod ihres Mannes (1597) arbeitete Magdalene von Dincklage-Ledebur am Ausbau der Dietrichsburg weiter. Sie war es, die die Scheune, die heute der Gemeinschaft der Benediktinerinnen als Kirche dient, im Jahre 1614 errichten ließ.
Während des Dreißigjährigen Krieges (1618–1648) fielen im Jahre 1622 marodierende protestantische Truppen unter Führung von Graf Mansfeld in die Gegend ein. Vom Herbst 1623 bis zum Frühjahr 1630 war Dinklage durch fremde Truppen besetzt. Die Kirche befand sich bei Abzug der Besatzer in einem desolaten Zustand.
Im Jahre 1641 schickte der Bischof von Münster seinen Vertrauten Johann Heinrich von Galen nach Dinklage, der den Titel „Drost von Vechta“  und die entsprechenden Kompetenzen erhielt. Da die Stadt Vechta noch von schwedischen Truppen besetzt war, nahm dieser seinen Wohnsitz auf der Burg Dinklage, indem er die Dietrichsburg von Caspar von Ledebur pachtete. Von hier aus versuchte er, das Amt Vechta unter Kontrolle zu bekommen und zu konsolidieren.
Nach Ende des Dreißigjährigen Krieges (1648) wurde die bereits 1613 begonnene Gegenreformation wieder aufgenommen, obwohl sie von dem überwiegenden Teil der Bevölkerung abgelehnt wurde. Bis zum Ende seiner Amtszeit als Fürstbischof von Münster im Jahre 1678 schaffte es Christoph Bernhard von Galen das Niederstift Münster, dem Dinklage seinerzeit angehörte, nahezu vollständig zu re-katholisieren. In diesem Jahr wurde die Kirche unter Regie der Grafen von Galen restauriert.

### Die Familie von Galen als Burg- und Landesherren

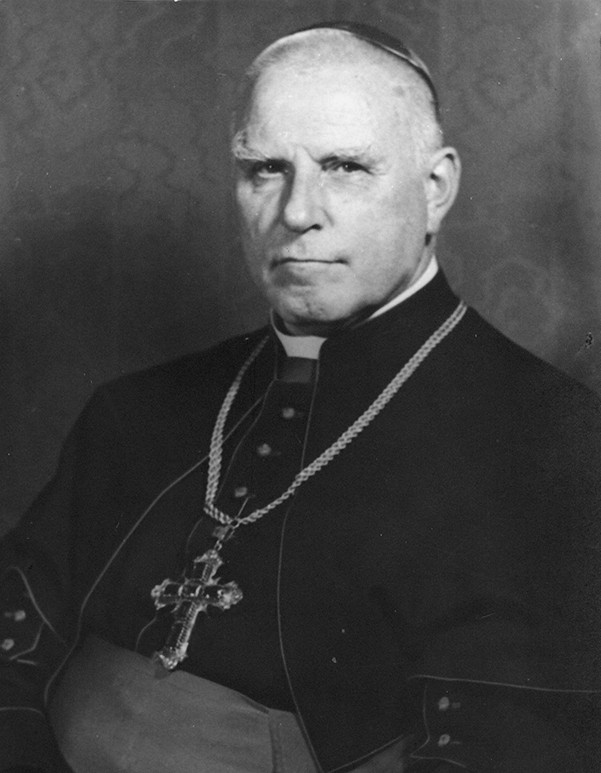
Clemens August Graf von Galen

1667 übernahm Fürstbischof Christoph Bernhard von Galen die Dinklager Güter der verarmten Herren von Dinklage-Ledebur für seinen Bruder Johann Heinrich von Galen, Drost des Amtes Vechta. Hintergrund war ein Erbrechtsstreit innerhalb der Familie von Ledebur. In diesem Zusammenhang stellte Christoph Bernhard das Anwesen unter Zwangsverwaltung durch seinen Bruder. Die Familie von Ledebur klagte dagegen; eine gütliche Einigung mit den Erben von Clemens August Freiherrn von Galen erfolgte erst 1801.
Die Familie von Galen verlegte ihren Sitz nach Dinklage in die Dietrichsburg. Die Herbordsburg diente als Warenlager, während die Hugoburg als Lager-, Gerichts- und Gefängnisraum genutzt wurde.
1677 wurde Dinklage zur sogenannten „Herrlichkeit“ erhoben – ein reichsfreies Territorium mit eigener Verwaltung und Gerichtsbarkeit unter der Familie von Galen. Die Lehnsbindung an das Hochstift Münster verhinderte jedoch die volle Unabhängigkeit.
Bereits seit 1665 durften sich Angehörige der Familie von Galen „Reichsfreiherren“ nennen und stellten bis 1803 die Drosten des Amtes Vechta.
Mit dem Reichsdeputationshauptschluss vom 25. Februar 1803 wurden die geistlichen Fürstentümer aufgelöst, und Dinklage fiel zusammen mit den Ämtern Cloppenburg und Vechta an das Herzogtum Oldenburg.
Am 17. März 1826 unterzeichneten Matthias Graf von Galen und der oldenburgische Regierungsrat Carl Friedrich Ferdinand Suden einen Vertrag, der das Ende der Herrlichkeit Dinklage besiegelte.
Der bekannteste Vertreter der Familie war Clemens August Graf von Galen, Bischof von Münster und späterer Kardinal. Er wurde 1878 auf Burg Dinklage geboren und verbrachte dort seine Kindheit.
In den 1980er Jahren verlor die Familie von Galen im Zuge der Insolvenz der SMH-Bank und ihrer Verstrickung darin die letzten Besitztümer in Dinklage.

### Franzosenzeit
1810 besetzen die Truppen Napoleons das Herzogtum Oldenburg und somit auch Dinklage (Oldenburgischen Franzosenzeit). Dinklage wurde dem französischen Kaiserreich einverleibt und gehörte zum Arrondissement Quakenbrück im Departement der Oberen Ems. Dinklage bildete zusammen mit den Kirchspielen Lohne und Steinfeld den Kanton Dinklage mit Sitz in Dinklage. Der ehemalige Kirchspielvogt wurde zum Bürgermeister (Maire) des Ortes. Für die Einwohner galten nun die französischen Gesetze.
Bereits im April 1811 mussten Bürger aus dem Kanton Dinklage bei den napoleonischen Truppen Militärdienst leisten. Am 28. August 1811 stellte das Arrondissement Quakenbrück ein Kontingent von 303 Mann für die französische Armee, von denen 30 aus dem Kanton Dinklage kamen.
Die Leibeigenschaft wurde im Herzogtum Oldenburg am 9. Dezember 1811 von der französischen Regierung aufgehoben (wurde wenig später allerdings vom Herzog von Oldenburg wieder eingeführt und erst 1850 endgültig abgeschafft).

### Oldenburger Zeit
Im Jahre 1813 endete die Zeit der französischen Besetzung ("Franzosenzeit"), der Oldenburger Herzog kehrte in seinen Herrschaftsbereich zurück und führte z. B. die zuvor abgeschaffte Leibeigenschaft (Hörigkeit) wieder ein.
Am 1. Januar 1827 ging Dinklage als letzter Ort des "Oldenburger Münsterlandes" an das Großherzogtum Oldenburg über. In der Nachfolge der Fürstbischöfe von Münster hatten die Großherzöge von Oldenburg die Herrschaft über Dinklage inne.
1848–1849 wurde die Schweger Mühle auf dem Grundstück von Schulte zu Ostendorf errichtet.
Um das Jahr 1850 endete die Zeit der Hörigkeit in Dinklage, wie im gesamten Großherzogtum Oldenburg. Die nun freien Bauern konnten ihre Höfe gegen Geldbeträge vom Grundherren freikaufen.
Im Jahre 1852 wurde die evangelische Kirche in der Dinklager Bauerschaft Wulfenau errichtet.
Der erste Dinklager Gemeinderat wurde am 1. Mai 1856 ins Amt eingeführt. Neben dem bisherigen Gemeindevorsteher Johann Ostendorf gehörten folgende Mitglieder dem Rat an:
Renze - Zeller (Bahlen); Többe‑Schwegmann - Zeller (Schwege), Klöcker - Zeller (Langwege), Brunkenkel - Kötter (bei Dinklage), Hörstmann - Wirt (Dinklage), Diers‑Bünnemeyer - Zeller (Bünne), Böckmann - Zeller (bei Dinklage), kleine Sextro - Kötter (Langwege), Schulte - Zeller (Schwege), Hörstmann - Zeller (Schwege), Meyer - Zeller (Höne), große Bornorst - Zeller (Bahlen), Niemann - Kötter (Höne), Hugo - Zeller (Bünne), Keppel - Apotheker (Dinklage).

### Auswanderungen
Im 19. Jahrhundert führte große Armut unter Tagelöhnern und Heuerleuten zur Landflucht, viele Dinklager wanderten nach Nordamerika aus. Sie ließen sich vor allem in den US-Bundesstaaten Ohio, Kansas, Michigan, Wisconsin, Kentucky, Missouri, New York und Illinois nieder.
Nach dem Ersten Weltkrieg wanderten weitere Dinklager aufgrund ihrer Kriegserlebnisse, wirtschaftlicher Not und politischer Unsicherheit nach Brasilien aus – insbesondere in die südlichen Bundesstaaten Paraná, Santa Catarina und Rio Grande do Sul –, um sich dort eine neue Existenz aufzubauen.
Bis heute bestehen enge Verbindungen Dinklages zu Regionen in Nord- und Südamerika.

### Kaiserzeit
Dinklage war während der Kaiserzeit (1871–1918) ein landwirtschaftlich geprägter Ort im Großherzogtum Oldenburg. Die Bevölkerung wuchs leicht, aber viele Dinklager Bürger wanderten nach Nordamerika aus, vor allem aus wirtschaftlicher Not (siehe Auswanderung).
1875 bis 1878 wurde die jetzige katholische Kirche (St. Catharina) gebaut und 1884 eingeweiht.
In der Kaiserzeit wurde das Schulwesen zusammen mit der katholischen Kirche ausgeweitet. Auch in Dinklage gab es nun Volksschulen unter katholischer Trägerschaft.
Ab ca. 1880 wurden zahlreiche Vereine gegründet – z. B. Sportverein, Schützenverein, Gesangsvereine, Kolpingfamilie.
Am 15. November 1904 wurde Dinklage durch die Bahnstrecke Lohne–Dinklage an das Netz der Deutschen Reichsbahn angeschlossen. Das am Ende der Strecke gelegene repräsentative Bahnhofsgebäude nordwestlich des Ortskerns von Dinklage, heute alter Bahnhof genannt, wurde 1907 fertiggestellt (die Strecke wurde im Jahre 2002 wieder stillgelegt).

### Weimarer Republik
Zwischen 1919 und 1933 gehörte Dinklage zum Freistaat Oldenburg. Wie viele Regionen Deutschlands war der Ort in der Zeit der Weimarer Republik von den politischen und wirtschaftlichen Problemen betroffen, darunter von der Inflation ab 1923 und der Weltwirtschaftskrise ab 1929.
Bereits am 17. November 1918 wurde in Dinklage ein Arbeiter- und Soldatenrat gegründet.
Im März 1919 fanden die ersten demokratischen Wahlen zur Nationalversammlung statt. Auch in Dinklage wurde gewählt - viele Stimmen entfielen auf das katholische Zentrum.
Die ersten freien Gemeinderatswahlen in Dinklage fanden am 16. April 1919 statt.

### Zeit des Nationalsozialismus
Bei den letzten halbwegs freier Wahlen zum Reichstag am 5. März 1933 erhielt die NSDAP in Dinklage nur knapp 6 % der Stimmen.
Nach der Machtübernahme der NSDAP stieg die Zahl ihrer Mitglieder und Sympathisanten auch in Dinklage an. Die örtliche politische Vertretung – z. B. die Zentrumspartei – wurde schon bald von den Machthabern ausgeschaltet. 1938 setzte die NSDAP eigens einen ihr genehmen Parteigenossen aus Nordoldenburg als Bürgermeister ein.
Die katholische Kirche, vertreten durch den Offizial in Vechta und durch den aus Dinklage stammenden Bischof von Münster, Clemens August Graf von Galen, nahm eine Mittlerrolle ein.
Von 1941 bis 1945 fanden Benediktinerinnen des Klosters Vinnenberg in Warendorf, die von den Nationalsozialisten aus ihrem Kloster vertrieben worden waren, Zuflucht in der Burg Dinklage. Nach Kriegsende kehrten sie nach Warendorf zurück.
Am 18. Mai 1943 wurde der in Dinklage geborene Ferdinand van der Wal im Konzentrationslager Sachsenhausen ermordet. Dort hatte die SS ihn als „§ 175-Häftling“ eingestuft.
Auf dem katholischen Friedhof in Dinklage wurden laut den Arolsen Archives in den Jahren 1942 bzw. 1943 mutmaßliche Zwangsarbeiter aus Russland und Polen, beerdigt. Aus den Unterlagen geht nicht hervor, wie sie ums Leben gekommen sind.
Ein Flugzeug der US Army stürzte während des Krieges über dem Burgwald ab.
Während des Zweiten Weltkriegs blieb Dinklage weitgehend von Zerstörungen verschont. Im Jahr 1945 wurden im Ortskern durch Raketenbeschuss der von Westen vorrückenden britischen Truppen mehrere Gebäude zerstört. Kampfhandlungen im Ort fanden nicht statt. Die Übergabe an die alliierten Streitkräfte erfolgte unter der Leitung von Julius Mäckel, der später Bürgermeister und Landrat wurde.

### Nachkriegszeit

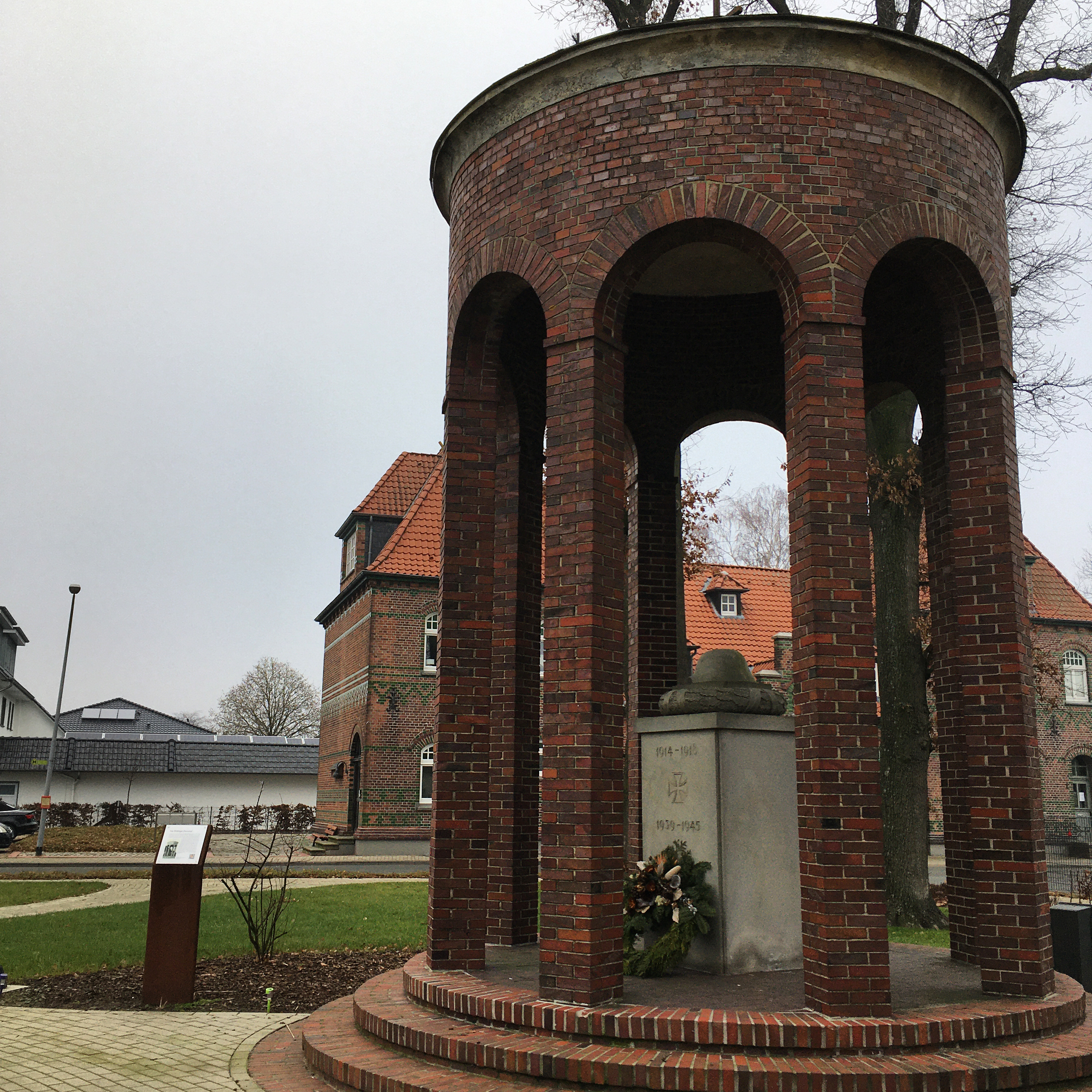
Kriegerdenkmal in Dinklage

Nach 1945 nahm Dinklage zahlreiche Heimatvertriebene aus Schlesien, Ostpreußen und Pommern auf; ihr Anteil an der Bevölkerung lag zeitweise bei rund 30 Prozent. In den 1950er Jahren entstanden neue Wohnsiedlungen und zahlreiche Neubauten. Straßennamen wie Königsberger Straße, Glatzer Straße und Breslauer Straße erinnern an diese Zuwanderung.
Im Jahre 1949 schenkte Christoph Bernhard Graf von Galen die Wasserburg (Dietrichsburg) dem Orden der Benediktinerinnen. Die Burg nennt sich seitdem Kloster Burg Dinklage.
Von 1951 bis 1952 wurde die jetzige evangelische Kirche (Trinituskirche) in Dinklage errichtet.

### 20. und 21. Jahrhundert

Bevölkerungsentwicklung Dinklage 1968–2005

Seit etwa 1990, insbesondere in den Jahren zwischen 1995 und 2000, hat Dinklage einen starken Bevölkerungszuwachs zu verzeichnen. Heute leben ca. 13.600 Menschen in der Stadt.
Dinklage wurde am 16. September 1995 die Bezeichnung „Stadt“ verliehen. In der Zeit danach fand eine umfassende Innenstadtsanierung statt.
Heinrich Moormann wurde 2001 erster hauptamtlicher Bürgermeister der Stadt Dinklage.
Im August 2002 entfernte die Deutsche Bahn die Anschlussweiche der Bahnstrecke Lohne–Dinklage, womit die Strecke endgültig stillgelegt wurde. Der Personenverkehr war bereits 1954, der öffentliche Güterverkehr 1999 eingestellt worden. Am 15. Dezember 2003 beschloss der Stadtrat von Dinklage die formale Auflösung des Kleinbahnbetriebs. Die ehemalige Bahntrasse wurde größtenteils für den Bau eines Radschnellwegs zwischen Dinklage und Lohne genutzt.

### Dinklager Stadtteile
Im Jahre 1939 gliederte sich der Ort Dinklage in folgende Stadtteile: Auf der Hörst (heute Teil des Ortskerns), Bahlen, Bünne, Burg Dinklage (Gut), Dinklage, Freienschwege (heute Teil von Schwege), Höne, Landeskrone (heute Teil von Bünne), Langwege, Ostendorf (heute Teil von Schwege), Schwege, Vossdiek (heute Teil von Langwege), Wulfenau.
Die Stadt Dinklage umfasst heute einen geschlossenen Stadtkern (einschließlich der Stadtteile Wiek und Hörst), in dem etwa 85–90 % der Bevölkerung wohnen, sowie sechs Bauerschaften: Bahlen (221 Einwohner), Bünne (306), Höne (242), Langwege (521), Schwege (192) und Wulfenau (207).

#### Bünne
Der älteste Stadtteil von Dinklage ist die westlich vom Ortskern gelegene Bauerschaft Bünne.
Bünne wurde 872 erstmals urkundlich erwähnt (Bunni), als
Graf Walbert die Stiftung des St.-Alexander-Klosters in Wildeshausen beurkundete und es mit Gütern u. a. in Bünne ausgestattete.
Am 3. April 1280 verkauften Propst Dietrich, Dekan Johannes und das ganze Kapitel in Wildeshausen unter anderem Güter in Bünne, Gemeinde Dinklage.
Als Besitzer oder Mitbewohner des Meierhofes in Bünne werden laut einer Urkunde vom 27. September 1350 genannt: 1224 und 1235 Ludolf de Bunne, 1229 Ortgisus de Bunne, 1242 Wernerus de Bunne, 1254 und 1259 Wolterus de Bunne, 1300 Manna und Arnoldus de Bunne.
Nach der Reformation war Bünne konfessionell gemischt. 1682 gab es dort 94 Protestanten.
Bis 1671 gehörte Bünne zur Hälfte zur Kirchengemeinde Badbergen. Der westliche Teil der heutigen Bauerschaft kam 1671 zum Kirchspiel Dinklage.
Im Jahre 2022 fanden in Bünne ausgiebige Feierlichkeiten zum 1150-jährigen Jubiläum der Bauerschaft statt.

#### Schwege
Schwege wurde im Jahr 1160 erstmals urkundlich als „Svege“ erwähnt. Der Name deutet auf Weide- und Hofplätze für Rinder hin. Der heutige Stadtteil liegt südwestlich des Ortskerns und umfasst die früheren Ortsteile Schwege, Freienschwege und Ostendorf.
Ein flächenmäßig kleiner, aber historisch bedeutsamer Teil ist Ostendorf (auch „Ossendörpe“ genannt), in dem sich die ehemaligen Hofstellen Rolf-Ostendorf und Schulte-Ostendorf sowie die Schweger Mühle befinden. Die Hofstelle Schulte-Ostendorf (heute Schulte) und die Mühle sind bis heute erhalten.
Nach dem Dreißigjährigen Krieg lebten 1652 rund 120 Menschen in Schwege. Die Einwohnerzahl stieg auf 296 im Jahr 1721, 443 im Jahr 1837 und sank bis 1905 auf 359. Im Jahr 1950 zählte der Ort 408 Einheimische und 215 Vertriebene aus dem Osten.
Anlässlich der Ersterwähnung feierte Schwege 1985 sein 825-jähriges Bestehen und 2010 das 850-jährige Jubiläum.

#### Langwege
Der Stadtteil Langwege, südlich vom Ortskern gelegen, wird erstmals 1402 (Lancwede) urkundlich erwähnt.
Im Jahre 2002 fanden Feierlichkeiten zum 600-jährigen Bestehen der Bauerschaft statt.

#### Wulfenau
Wulfenau, nordwestlich vom Ortskern gelegen, wurde im Jahre 1390 als Wuluenowe erstmals erwähnt (Wolfswiese).
Wulfenau gehörte vor dem Dreißigjährigen Krieg zum Kirchspiel Badbergen. 1671 kam Wulfenau (zusammen mit dem westlichen Teil von Bünne) zum Kirchspiel Dinklage.
Auf dem Friedhof bei der Evangelischen Kirche Wulfenau befindet sich die Grabanlage der Familie von Rössing. Ernst Conrad Christian von Rössing erbte 1810 das Rittergut Lage. Dieses gehörte zwar zum Amt Cloppenburg, dessen Landrat von Rössing damals war, war aber der evangelischen Kirchengemeinde Wulfenau zugeordnet. Der letzte männliche Namensträger der Linie Lage des Adelsgeschlechts starb 1934. Das Gut verblieb bis 1948 im Familieneigentum.
Nahe dem Drei-Kreise-Eck der Landkreise Vechta, Cloppenburg und Osnabrück befindet sich der Hof Scherbring, offiziell Hof Sperveslage genannt. Das Haupthaus, ein Zweiständerhallenhaus in Fachwerk mit Backsteinausfachungen unter Satteldach, wurde 1567 errichtet. Der Hof gilt damit als einer der ältesten erhaltenen Höfe im Oldenburger Land.

#### Höne
Höne liegt nordwestlich des Ortskerns.
Mit dem Namen hoene veld, dem hohen Feld soll der Name Höne zu tun haben, der demnach eine Erhöhung in sonst feuchten Niederungen bezeichnet.

#### Bahlen
Die Bauerschaft Bahlen, nördlich vom Ortskern gelegen, trägt ihren Namen erst seit dem 19. Jahrhundert. Zuvor hieß es Bahlingen und davor Bollingen, oder einfach Bollen, was eine flache Erhebung in der Landschaft bedeutet. Um 1500 gab es hier etwa 15 Hofstellen.

#### Wiek
Nordöstlicher Teil des Dinklager Ortskerns.
In der Wiek befinden sich viele Sportanlagen, wie das Jahnstadion, verschiedene Trainingsplätze des TV Dinklage, eine Sporthalle, das Freibad, Tennisanlagen und eine Squash-Halle.

#### Hörst
Die Hörst liegt südlich des Ortskerns. Sie gehört zu den ältesten Siedlungsteilen des Ortskerns. Der Bereich, dem Namen nach eine mit Wald bestandenen Bodenerhebung, gehörte früher zur Burg Dinklage mit den Häusern der Eigenhörigen der „Herren von Dinckkage“. Bis ins 19. Jahrhundert stand auf der Hörst das Amtshaus derer von Galen.

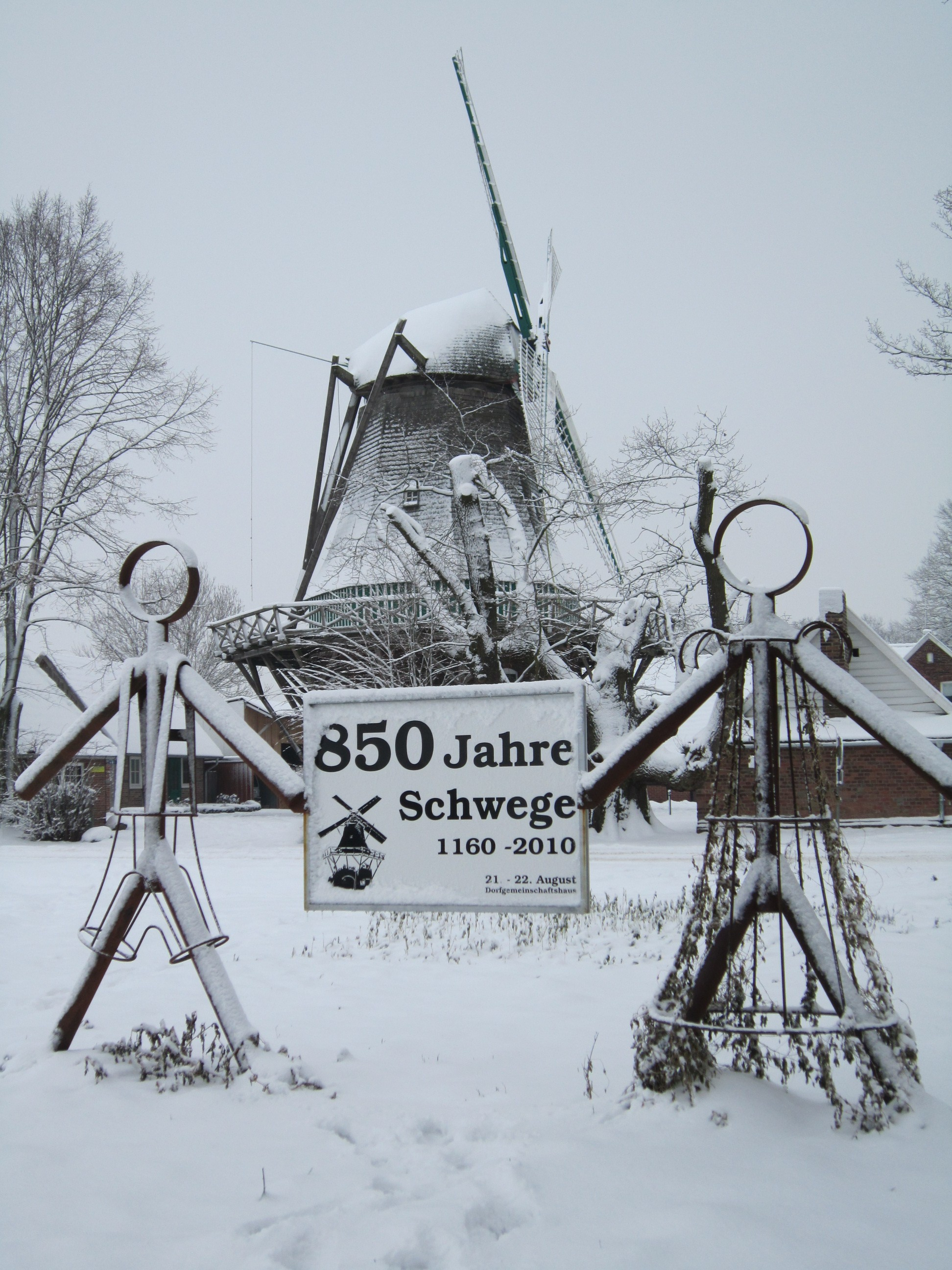
Schweger Mühle im Jubiläumsjahr 2010
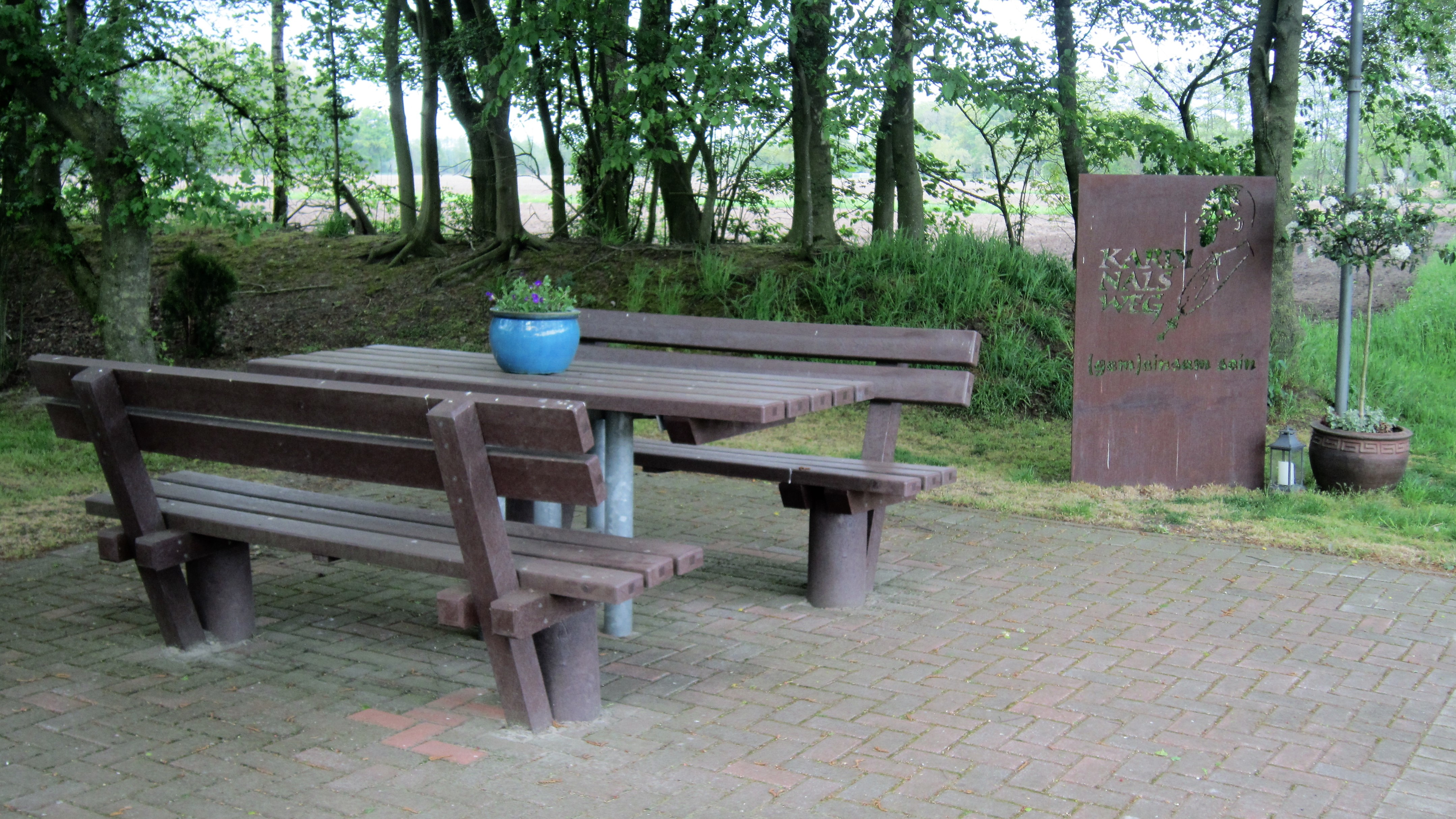
Station 4 des Kardinalswegs in Langwege
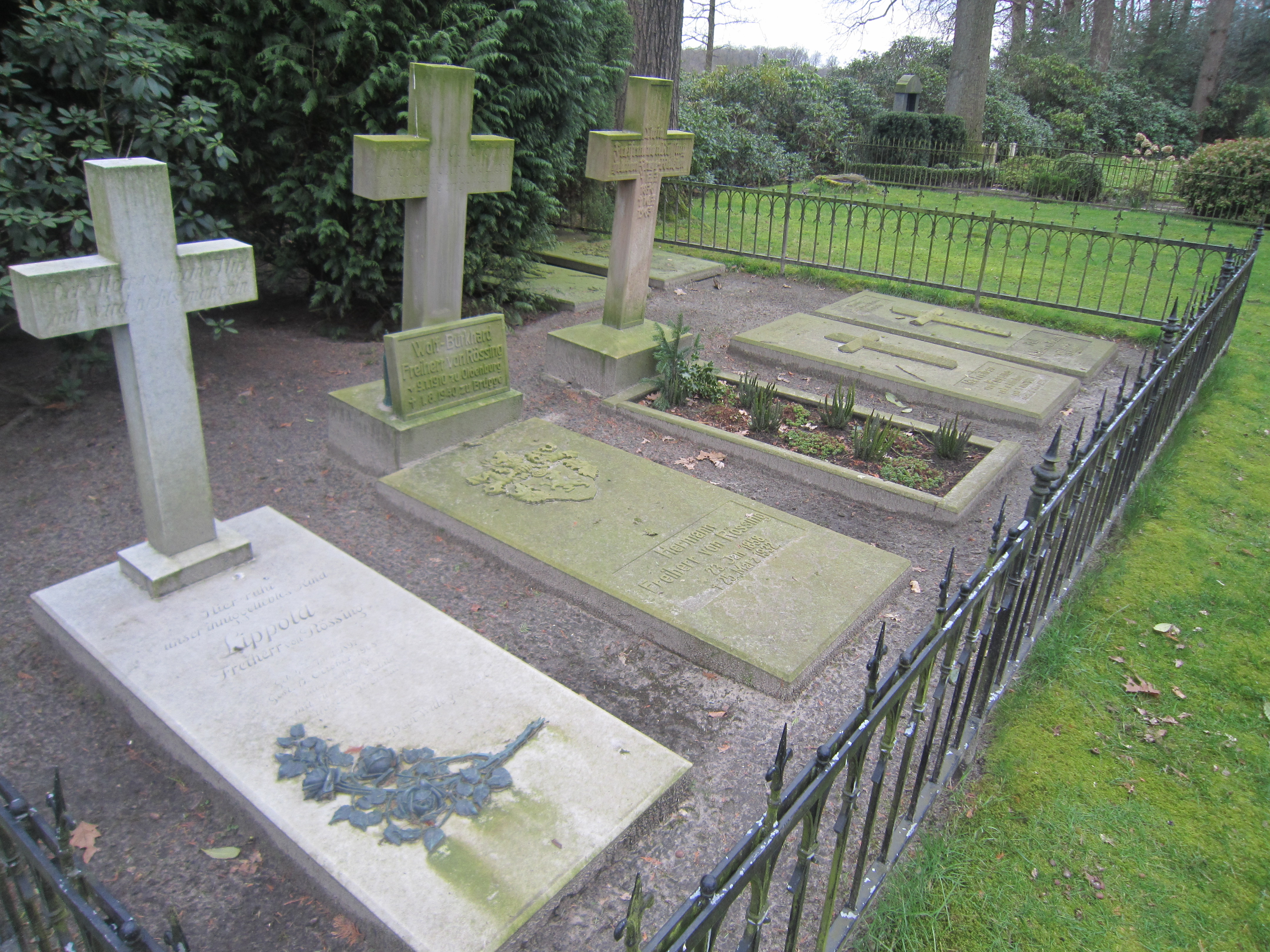
Familiengrab des uradeligen Geschlechts Rössing auf dem Friedhof Wulfenau
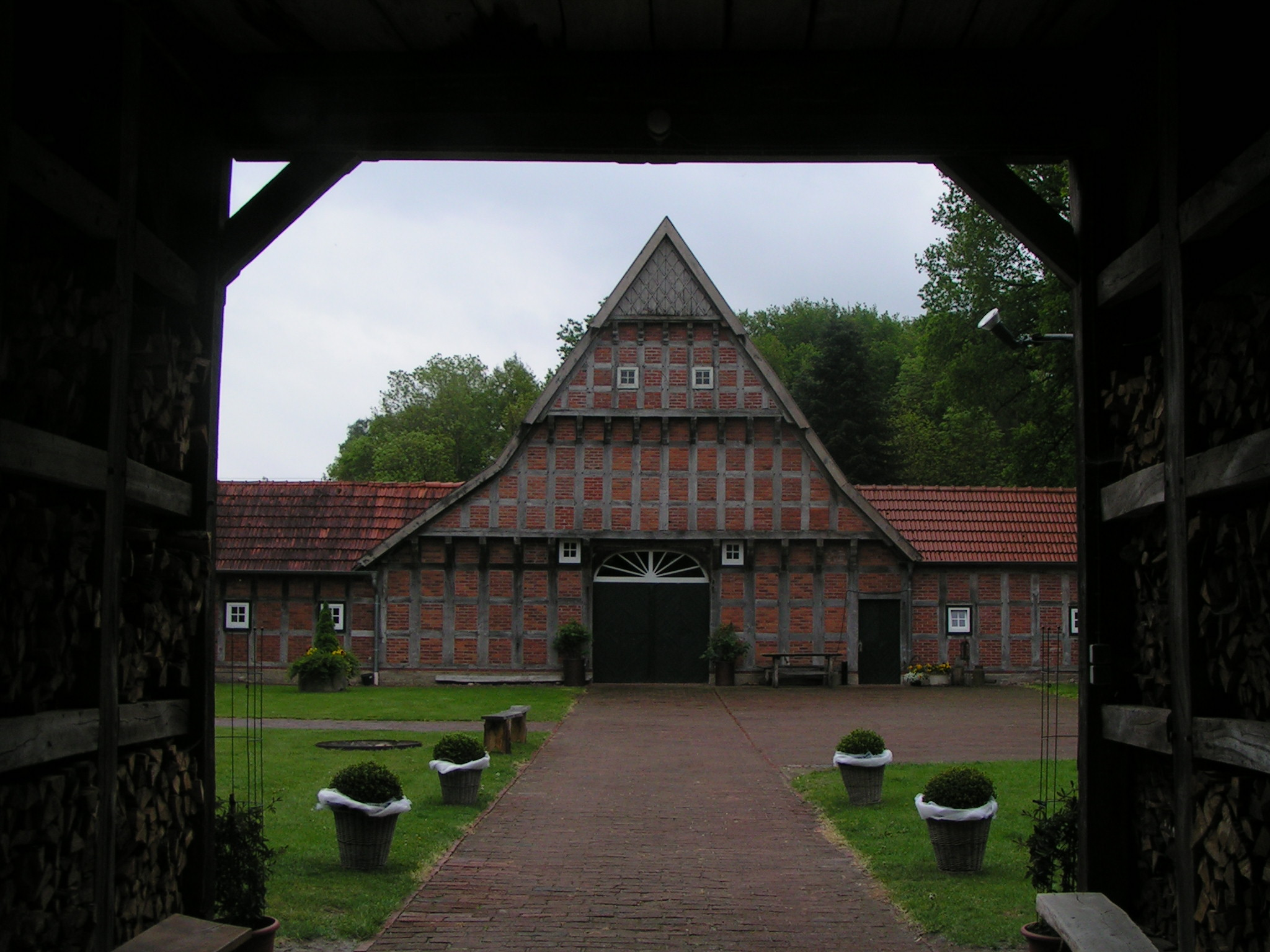
Hof Scherbring im äußersten Nordwesten von Dinklage
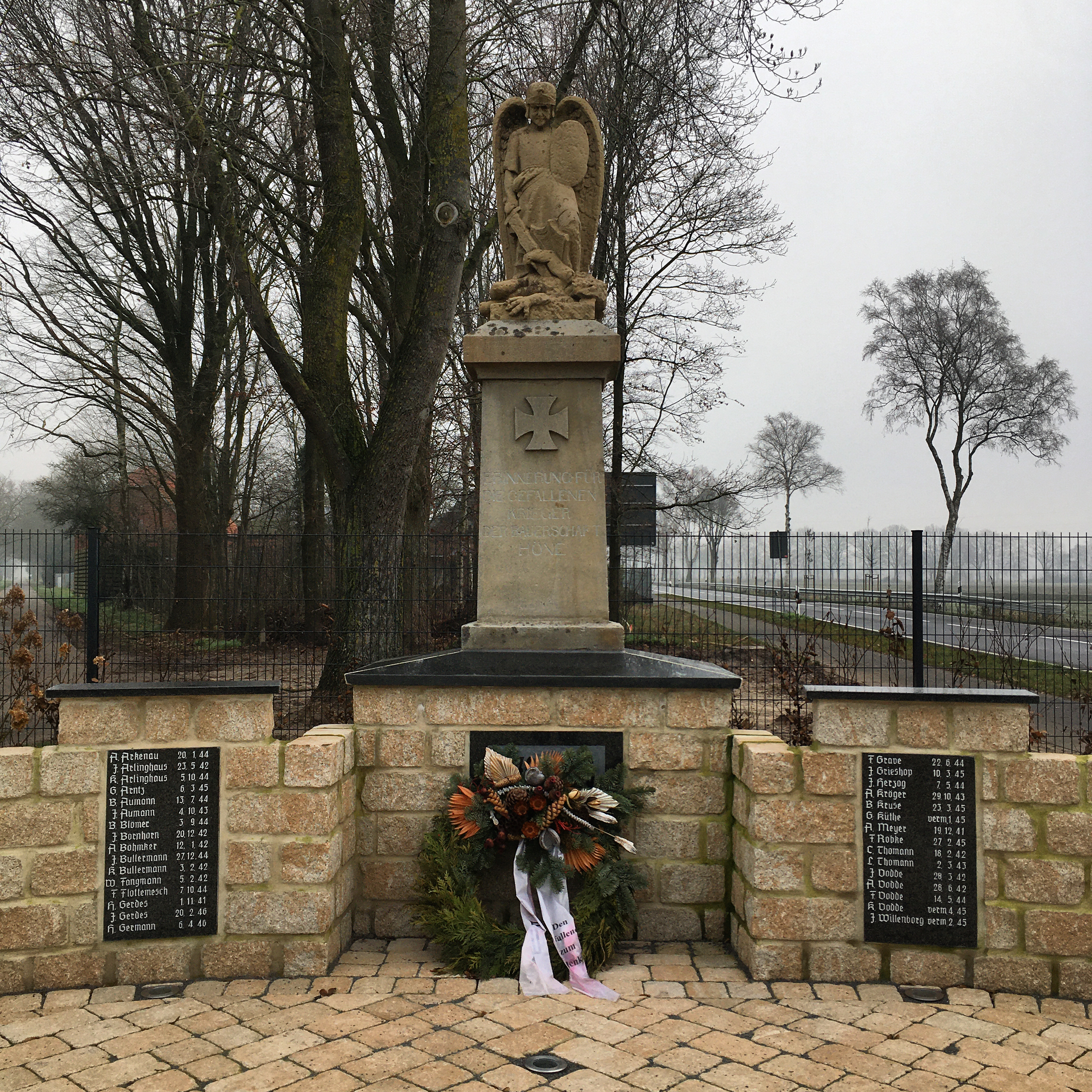
Kriegerdenkmal in Höne

## Religion
Dinklage war ab 1543 zunächst christlich-protestantisch geprägt, nachdem sich die Bevölkerung den Lehren Martin Luthers angeschlossen hatte. Seit der Gegenreformation im 17. Jahrhundert ist der Katholizismus in der Region vorherrschend.
Die Zahl der Kirchenaustritte ist in den letzten Jahren stark ansteigend, sodass inzwischen viele Bürger keiner christlichen Kirche mehr angehören.
Angehörige nicht-christlicher Religionen, überwiegend dem Islam angehörend, leben in Dinklage vermehrt seit den letzten Jahrzehnten des 20. Jahrhunderts.

### Konfessions- und Religionsstatistik
Am 1. Januar 2025 lebten in der Stadt ca. 13600 Menschen, davon rund 56 % römisch-katholisch, 15 % evangelisch und etwa 29 % ohne oder mit anderer Konfessions- oder Religionszugehörigkeit.

### Christentum
- Katholische Kirchengemeinde St. Catharina Dinklage.

- Evangelisch-lutherische Kirchengemeinde Dinklage und Wulfenau
- Benediktinerinnenabtei Kloster Burg Dinklage

Durch Zuwanderung aus Russland, Griechenland und anderen ost- und südosteuropäischen Ländern sind auch Angehörige christlich-orthodoxer Kirchen in Dinklage ansässig.

### Islam
Insbesondere aufgrund von Zuwanderung vom Balkan, aus der Türkei, aus dem Nahen und Mittleren Osten und aus anderen Regionen leben in Dinklage auch Bürger islamischen Glaubens.

## Politik und Verwaltung

### Stadtrat
Der Rat der Stadt Dinklage setzt sich aus 24 Ratsmitgliedern zusammen.
Die Ratsmitglieder werden alle fünf Jahre im Rahmen der Kommunalwahl gewählt. Die Amtszeit des aktuell gewählten Stadtrates begann am 1. November 2021 und endet am 31. Oktober 2026.
Die letzte Kommunalwahl am 12. September 2021 führte in der Stadt Dinklage zu folgendem Ergebnis:
- CDU: 53,77 % – 13 Sitze
- SPD: 14,96 % – vier Sitze
- Bürgerforum Dinklage BFD: 17,83 % – vier Sitze
- Bündnis 90/Die Grünen: 8,99 % – zwei Sitze
- AfD: 4,45 % – ein Sitz

Der hauptamtliche Bürgermeister Carl Heinz Puthoff (parteilos) gehört dem Rat als stimmberechtigtes Mitglied an.

### Bürgermeister
Der derzeitige hauptamtliche Bürgermeister der Stadt Dinklage ist Carl Heinz Putthoff (parteilos). Bei der Wahl im September 2021, bei der er als einziger Kandidat antrat, erhielt er 77,78 Prozent der Stimmen und trat sein Amt am 1. November 2021 an. Zuvor war Putthoff Kämmerer der Stadt sowie allgemeiner Vertreter des damaligen Bürgermeisters Frank Bittner, der bei der Wahl 2021 nicht erneut kandidierte.

### Frühere Bürgermeister
Der erste Dinklager Gemeinderat nahm seine Arbeit am 1. Mai 1856 auf. Erster hauptamtlicher Bürgermeister der Stadt Dinklage wurde im Jahre 2001 Heinrich Moormann.
Gemeindevorsteher vor 1945 waren (soweit bekannt):
- Johann Ostendorf (um 1855)
- Rudolf Ostendorf (1890–1922(?))
- Franz Diekmann (1922–1938)
- Anton Geltjen (1938–1945, von der NSDAP eingesetzt)

Ehrenamtliche Bürgermeister seit 1945 waren:
- Julius Mäckel (1945–1946)
- Ludwig Middendorf (1946–1948)
- Georg Meyer (1948–1952)
- Josef Haverkamp (1952–1956)
- Josef Hachmöller (1956–1964)
- Heinrich Hoymann (1964–1968)
- Heinrich Kollbeck (1968)
- Gerhard Peuker (1968–1981)
- Josef Kathe (1981–2001)

Ehemalige hauptamtliche Bürgermeister:
- Heinrich Moormann (2001–2014)
- Frank Bittner (2014–2021)

### Frühere Gemeindedirektoren
- Gustav Thies (1948–1949)
- Ludwig Kistner (1949–1951)
- Aloys Meyer (1951–1977)
- Helmut Brüning (1977–1989)
- Heinrich Rammler (1990–2001)

Die Aufgaben des Gemeindedirektors hat ab 2001 der entsprechende hauptamtliche Bürgermeister übernommen.

### Dinklager Bürger als Abgeordnete
Von der Deutschen Revolution 1848/1849 bis 1933 waren die folgenden in Dinklage geborenen Politiker im Oldenburger Landtag oder im Reichstag des 1871 gegründeten Deutschen Kaiserreichs bzw. des 1919 gegründeten Reichstags der Weimarer Republik als Abgeordnete tätig:
- Franz Heinrich Tappehorn: Mitglied der Frankfurter Nationalversammlung (1848/1849)
- Ferdinand Heribert Graf von Galen: Mitglied des Oldenburger Landtags (1872–1875) und des Reichstags (1874–1903)
- Josef Schulte, Mitglied des Oldenburger Landtages (1896–1908).
- Heinrich Fröhle: Mitglied des Oldenburger Landtags (1919–1928 und 1930–1932)
- Franz von Galen, jüngerer Bruder des späteren Kardinals von Galen, war 1932 und 1933 Mitglied der Preußischen Landtags.
- Friedrich Mathias von Galen, in Münster geboren, war von 1907 bis 1918 Mitglied der Reichstags.
- August Wegmann:  1924–1933 Reichstagsabgeordneter (Zentrum). Nach 1945 CDU-Politiker, zunächst Innenminister und stellv. Ministerpräsident des Landes Oldenburg. Ab 1946 niedersächsischer Innenminister und stellv. Ministerpräsident, später Finanzminister und Verwaltungspräsident des Verwaltungsbezirks Oldenburg.

### Städtepartnerschaft
Dinklage pflegt seit 1986 eine Partnerschaft zur französischen Gemeinde Épouville in der Normandie.

## Infrastruktur und Verkehr

### Straßen
Dinklage liegt unmittelbar westlich der Bundesautobahn 1 (Hansalinie) – auf etwa halber Strecke zwischen Bremen und Osnabrück –, an der Anschlussstelle 65 (Lohne/Dinklage).
Die Bundesstraße 214 verläuft durch den Ortsteil Langwege, im Süden des Stadtgebiets.
Das Netz der Landes- und Kreisstraßen in Dinklage umfasst 35 km und das Netz der Gemeindestraßen 133 km.

### Öffentlicher Personennahverkehr
Die Kleinbahn Lohne–Dinklage wurde 1904 in Betrieb genommen. Der Personennahverkehr auf der heute vollständig rückgebauten Strecke wurde 1954 eingestellt, der öffentliche Güterverkehr Ende 1999.
Die nächstgelegenen in Betrieb befindlichen Bahnhöfe oder Bahn-Haltepunkte sind in Lohne, Holdorf und Quakenbrück, Fernbahnhöfe befinden sich in Diepholz, Osnabrück und Bremen.
Die Buslinie Dinklage–Brockdorf–Lohne verkehrt werktags.
Im Jahre 2013 startete das landkreisweite Rufbus-Projekt moobil+ gestartet. Dazu wurden über 70 Haltestellen im Stadtgebiet Dinklage eingerichtet. Die moobil+-Busse verbinden Dinklage und die Stadtteile werktags mit der Gemeinde Holdorf, der Stadt Lohne und der Stadt Quakenbrück. Eine weitere moobil+ Linie in die Kreisstadt Vechta nahm 2016 ihren Betrieb auf.

### Verkehrsflughäfen
Die nächsten internationalen Verkehrsflughäfen sind Bremen (70 km nördlich) und Münster/Osnabrück (80 km südlich). Der nächstgelegene Interkontinentalflughafen befindet sich in Amsterdam-Schiphol (250 km westlich). Der nächstgelegene Verkehrslandeplatz befindet sich in Damme.
Ein Segelflugplatz für sportliche Aktivitäten befindet sich im benachbarten Quakenbrück.

## Wirtschaft

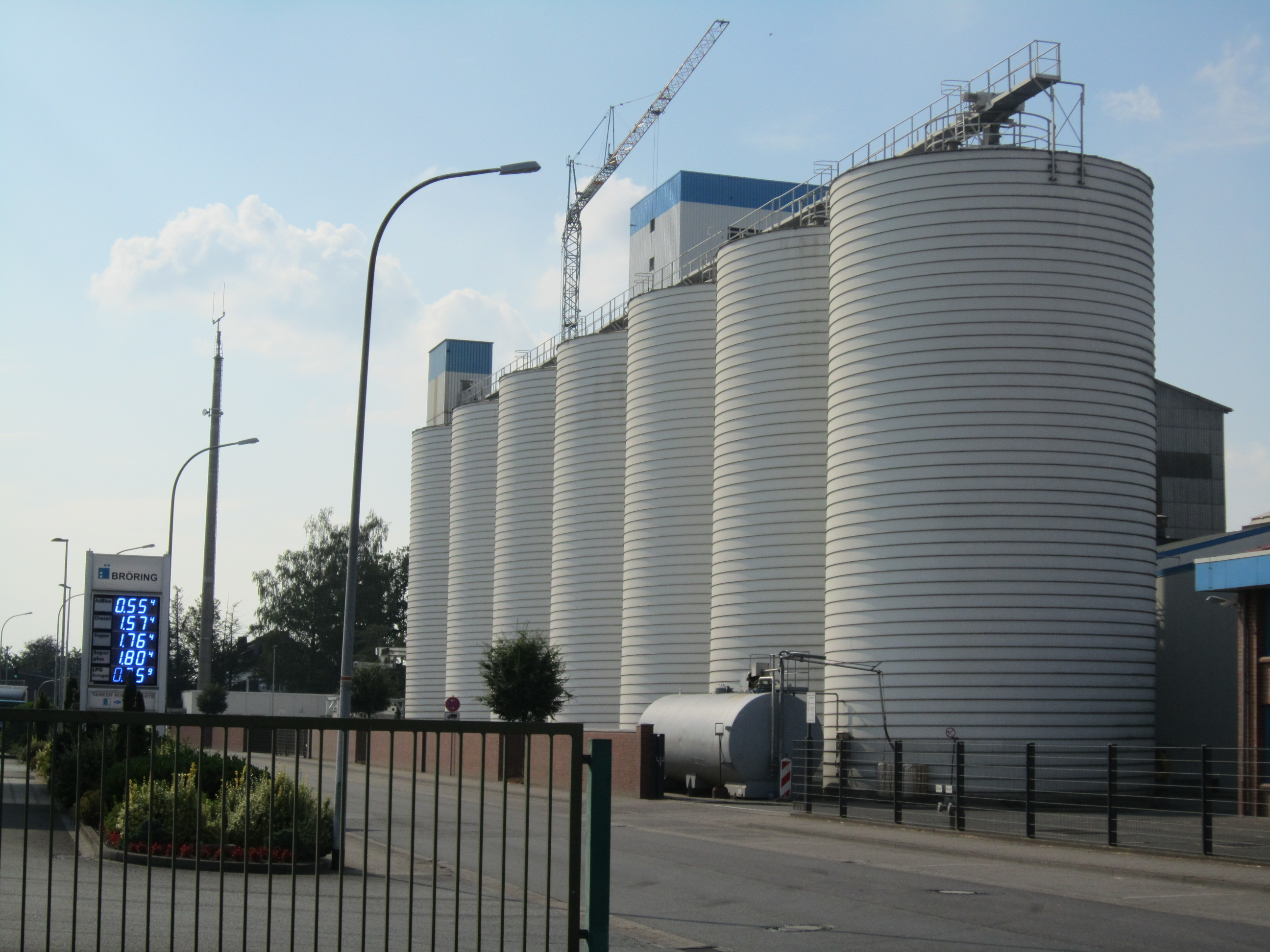
Silos des Bröring-Mischfutterwerks

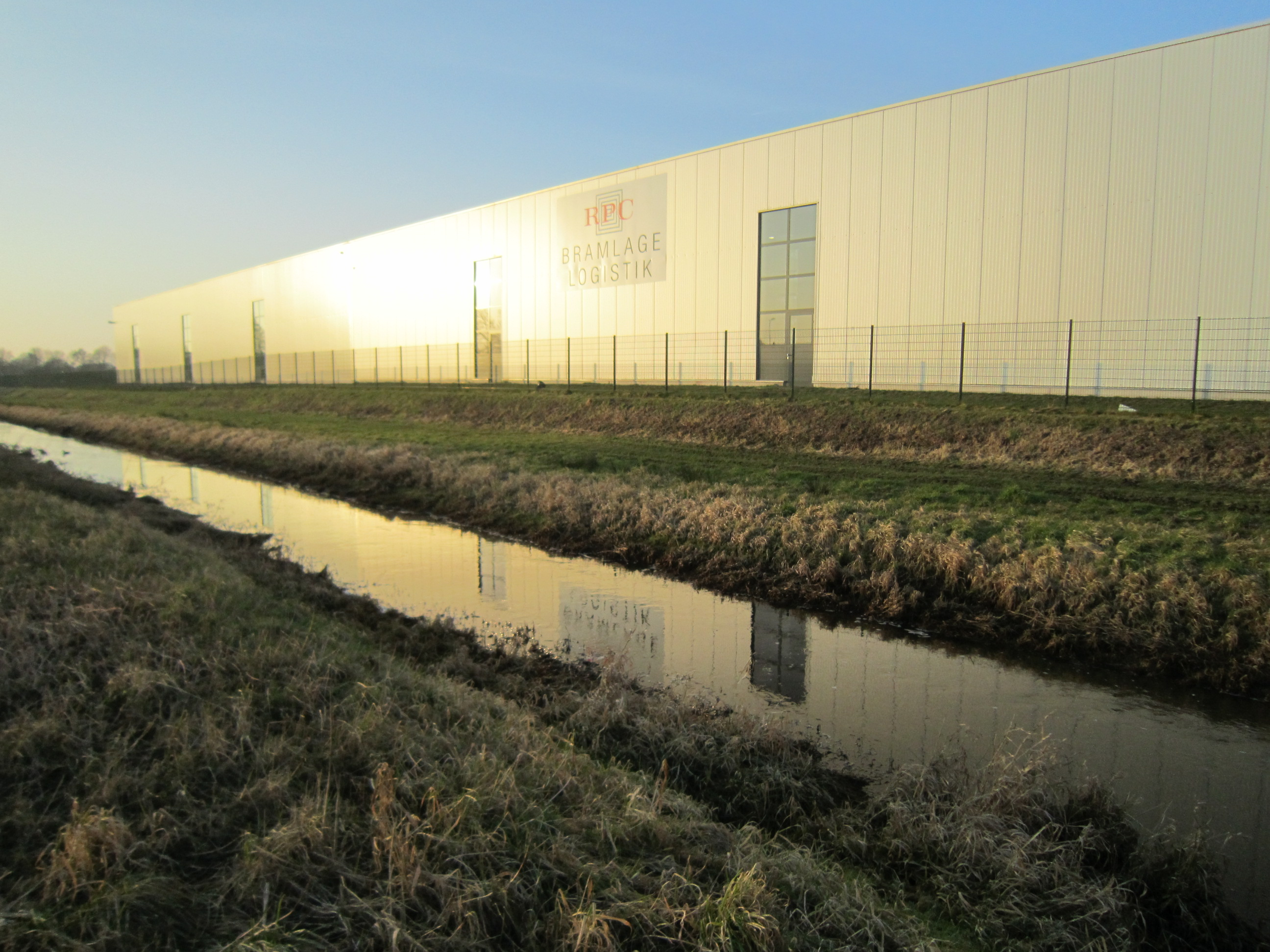
Logistikzentrum der Kunststoff-Firma RPC Bramlage am Hopener Mühlenbach

Die industrielle Entwicklung Dinklages begann im 19. Jahrhundert. Im Jahre 1837 verfügte der Ort über vier Schnapsbrennereien, acht Brauereien, acht Ölmühlen, eine Tabakfabrik, eine Kerzenfabrik und drei Getreidemühlen. Zu den frühen industriellen Betrieben zählten die Textilfabrik van der Wal (bis 1978) und der Maschinenbaubetrieb Holthaus, später Wehrhahn (gegründet 1850, bis 1976).
Die Wirtschaft Dinklages ist bis heute stark von Landwirtschaft sowie der Erzeugung und Verarbeitung von Nahrungsmitteln geprägt. Diese Bereiche sind eng mit Futtermittelherstellern und Anbietern von Stalltechnik vernetzt. Ergänzt wird die lokale Wirtschaft durch Industrie-, Handwerks- und Gewerbebetriebe sowie verschiedene Dienstleistungsunternehmen.
Zu den überregional bekannten Unternehmen mit Hauptsitz in Dinklage gehören u. a.:
- Bröring Unternehmensgruppe (Futtermittelproduktion und Agrarhandel)[23]
- Oldenburger Interior GmbH & Co.KG (Innenausstattung von Yachten, Schiffen und Flugzeugen)
- Hilgefort GmbH (Stahlverarbeitung)
- Heller Tools GmbH
- Alwid GmbH (Herstellung von Abfüll- und Verschließmaschinen für die Lebensmittel-, Chemie- und Pharmaindustrie)
- Erich Stallkamp ESTA GmbH
- Gigant - Trenkamp + Gehle GmbH
- Kaubit Chemie AG[24]

## Land- und Forstwirtschaft
Früher besaß das Adelsgeschlecht der Familie von Galen große Land- und Waldflächen in Dinklage und spielte als Pachtherr für die örtlichen Bauern eine große Rolle. Verschiedene Flächen wurden im Laufe der Zeit verkauft.
Im Zusammenhang mit der Insolvenz der SMH-Bank und der Verstrickung der Familie von Galen darin, verlor die Familie in den 1980er Jahren ihre letzten landwirtschaftlich genutzten Flächen in Dinklage.
Heute umfasst die landwirtschaftlich genutzte Fläche in der Stadt Dinklage 5181 ha (= 71,2 % der Stadtfläche), die forstwirtschaftlich genutzte Fläche 783 ha (= 10,8 % der Stadtfläche).
Es wird hauptsächlich Getreide für Viehfutter und die Lebensmittelindustrie angebaut, wie Gerste, Roggen, Weizen, Hafer und Mais, sowie Kartoffeln und Rüben. Weiterhin gibt es Obstanbau, z. B. Äpfel, Kirschen und Erdbeeren.

## Gesundheitswesen
- Facharztpraxen (Gynäkologie; Chirurgie; internistische Praxis; Orthopädie)
- allgemeinmedizinische Praxen
- Zahnarztpraxen
- Apotheken
- Kompetenzzentrum Rücken und Gelenke
- Einrichtungen für Krankengymnastik, Ergotherapie/Physiotherapie
- Einrichtungen für Logopädie/Sprachtherapie
- Senioren- und Pflegeheim (inkl. „Betreutes Wohnen“)
- Hospiz (St Anna)[25]
- Sozialstationen (Pflegedienste)
- Fitness-Zentren (Medifit und TVD aktivcenter)

Das nächstgelegene öffentliche Krankenhaus befindet sich im benachbarten Lohne (Oldb.). Weitere Krankenhäuser im näheren Umkreis befinden sich in Vechta, Quakenbrück und Damme.
Das frühere Dinklager Krankenhaus in katholischer Trägerschaft wurde 1852 gegründet und Ende der 1990er Jahre geschlossen. Heute beherbergt der Gebäudekomplex ein Gesundheitszentrum sowie das Hospiz St. Anna.

## Bildungswesen

### Historische Einrichtungen
Die „Private Rektoratsschule“ (später Höhere Bürgerschule (1936) und Mittelschule (1940)), die spätere Realschule und heutige Oberschule, wurde 1868 gegründet.

### Kindergärten und Kindertagesstätten (Kitas)

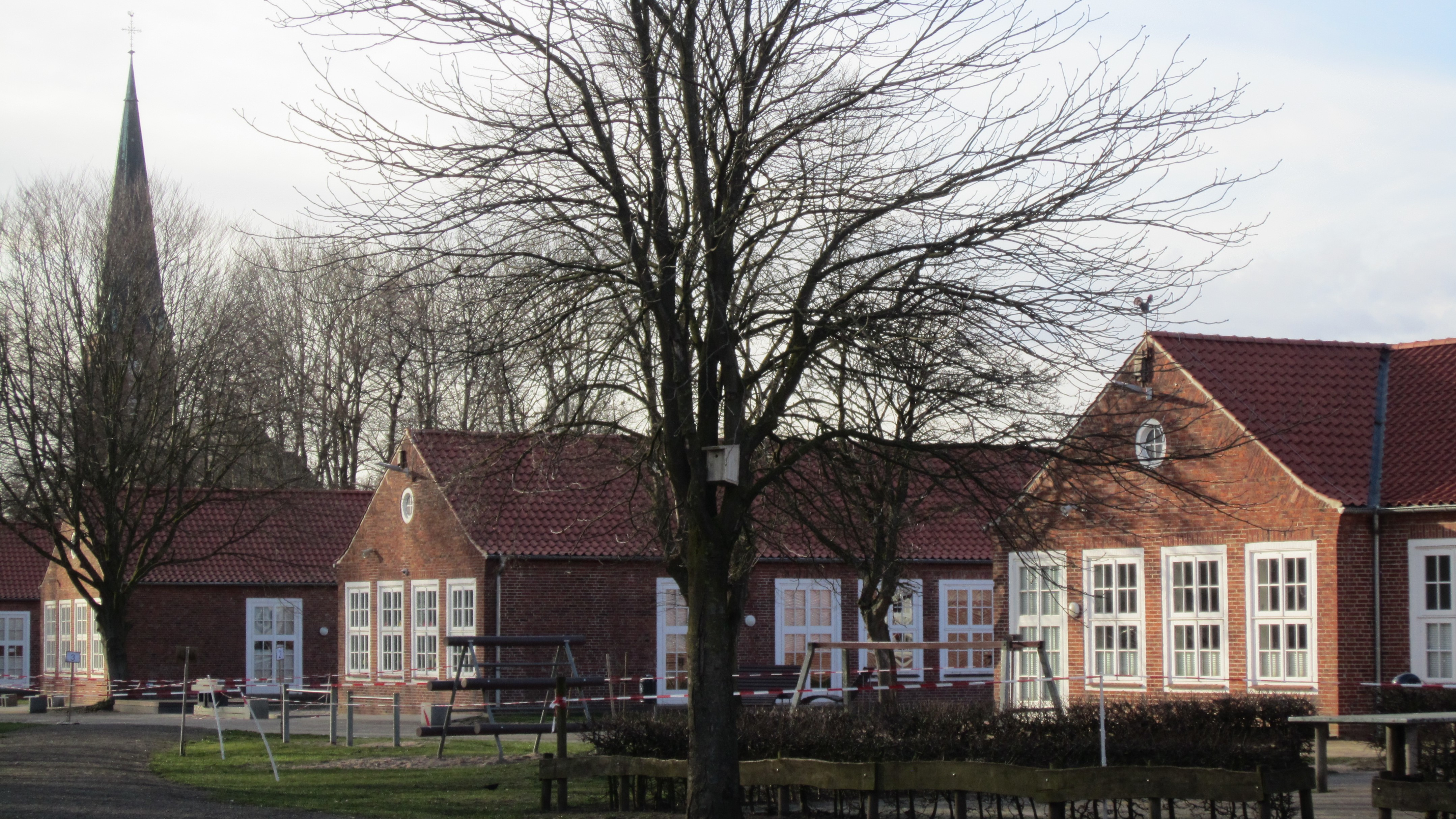
Kardinal-von-Galen-Schule

- Sechs Kindergärten/Kitas (darunter eine Kita mit Integrationsgruppen für körperbehinderte Kinder). Eine weitere Kita ist im Bau.
- pädagogische Horte
- heilpädagogische Gruppen
- Kindertagespflege

### Allgemeinbildende Schulen
- zwei Grundschulen (Kardinal-von-Galen-Schule; Grundschule Höner Mark)
- Oberschule Dinklage (teilgebundene Ganztagsschule, die alle drei Schulformen vereint; Gymnasialzweig bis zur 10. Klasse)[26]
- Kardinal-von-Galen-Haus (Förderschule, Schwerpunkt körperliche und motorische Entwicklung mit angeschlossenem Internat, Träger: Josefs-Gesellschaft)

Allgemeinbildende, Fachgymnasien und private Gymnasien befinden sich in den Nachbarstädten Lohne (Gymnasium Lohne; Wirtschafts-Gymnasium Lohne, Technisches Gymnasium Lohne), Quakenbrück (Artland-Gymnasium Quakenbrück) und Vechta (Gymnasium Antonianum Vechta, Liebfrauenschule (privates Mädchen-Gymnasium, kirchliche Trägerschaft), Kolleg St. Thomas (privates Gymnasium, kirchliche Trägerschaft)).
Berufsbildende Schulen/-kollegs in der Nähe befinden sich in Vechta, Bersenbrück, Lohne und Diepholz.

### Sonstige Schulen und bildende Einrichtungen
- Musikschule Romberg[27]
- Volkshochschule (Clemens August Werk)[28]

## Medien
Es erscheinen werktäglich die Oldenburgische Volkszeitung (Vechta) und die Nordwest-Zeitung (Oldenburg) mit lokaler Berichterstattung.
Der Fernsehsender regiotv sendet Informationen über die Region.
Der Norddeutsche Rundfunk (NDR) berichtet als öffentlich-rechtlicher Sender über die Region.

## Öffentliche und soziale Einrichtungen

### Öffentliche Einrichtungen
- Stadtverwaltung (Rathaus etc.)
- kath. öffentliche Bücherei St. Catharina
- Freibad
- Hallenbad
- Jugendtreff
- Musikschule Romberg e. V.
- Begegnungsstätte
- mehrere Sporthallen und Sportplätze
- Bürgerpark
- Polizeistation
- Freiwillige Feuerwehr

### Soziale Einrichtungen und Organisationen
- Gesundheitszentrum
- Altenwohnheim St. Anna
- Sozialstation Dinklage-Steinfeld-Mühlen
- pro Vita – für das Leben
- Sozialdienst katholischer Frauen und Männer
- Kleiderkammer
- Kreuzbund (Selbsthilfegruppe für Suchtkranke)
- Rheumaliga
- Malteser Hilfsdienst
- Hospiz St. Anna
- Außenwohngruppe vom Johannesstift e. V. Vechta
- Tagesgruppe Dinklage des VSL (Verein für Sozialpädagogische & Lerntherapeutische Hilfen) e. V.
- Familien- und Kinderservicebüro

## Naturschutz, Umweltschutz, Erholungsgebiete

### Schutzgebiete und landschaftlich interessante Gebiete
Burgwald Dinklage
Das Waldgebiet grenzt östlich direkt an das geschlossene Siedlungsgebiet Dinklages und umfasst ein Laubwaldgebiet mit einer langen Bestandskontinuität nahe der ehemaligen und dem Wald den Namen gebenden Burg Dinklage. Den größten Flächenanteil nehmen alte bodensaure Eichenwälder mit Stieleichen ein, in welchen zumeist kleinere Laubholzforsten liegen. Bis 2017 waren der gesamte Burgwald und angrenzende landwirtschaftlich genutzte Flächen als Landschaftsschutzgebiet geschützt. Im Oktober 2017 wurden 126 ha des LSG zum Naturschutzgebiet (dem NSG Burgwald Dinklage) erklärt.
In Dinklage gibt es 13 gelistete Naturdenkmäler.
Das Umland der Stadt Dinklage bietet eine Vielzahl weiterer landschaftlich interessanter und wertvoller Gebiete. Hierzu zählen:
- das Landschaftsschutzgebiet Bockhorster Moor,

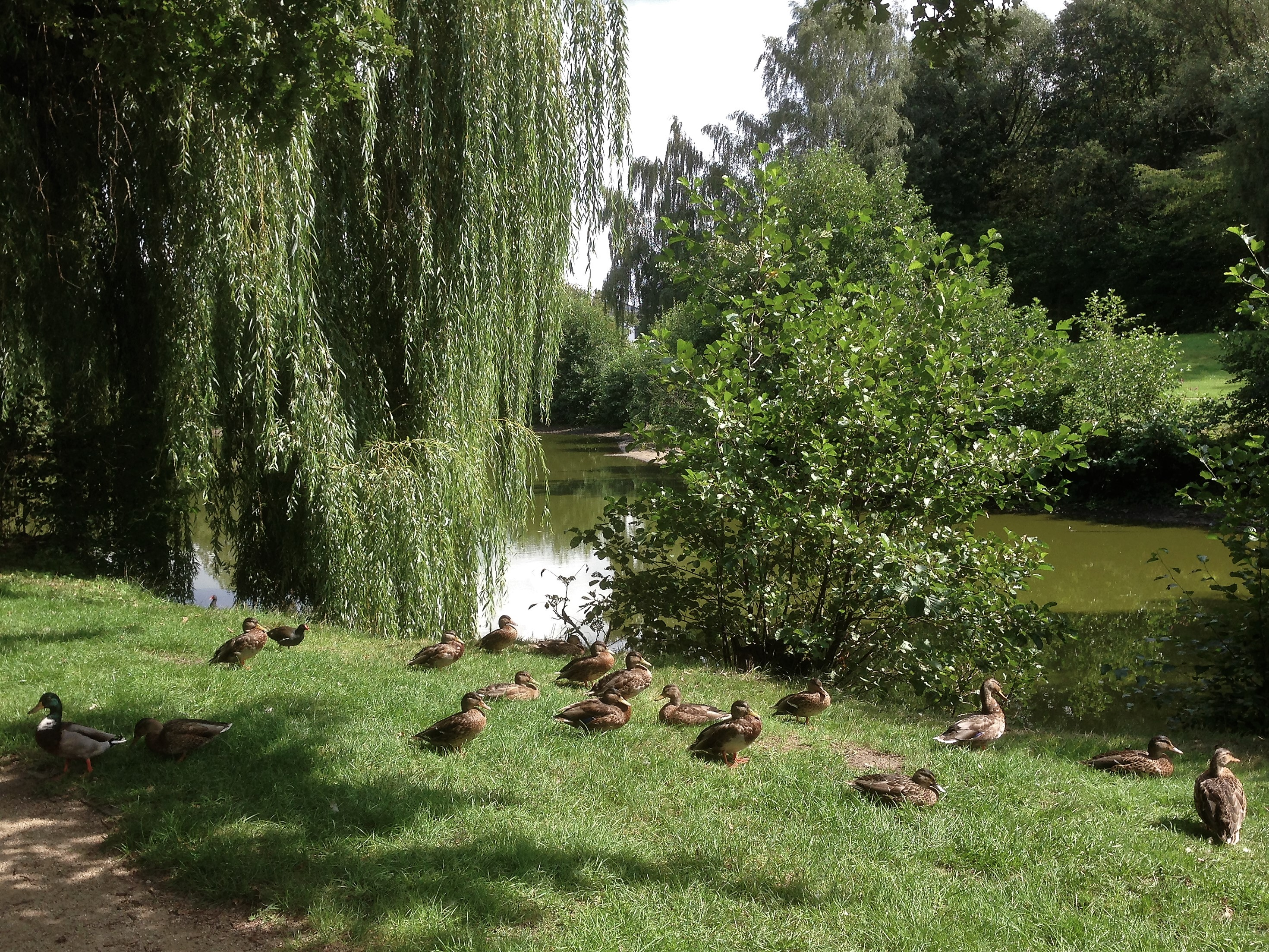
Bürgerpark Dinklage

- die Wulfenauer Heide,
- die Höner Heide,
- der Bünner Wohld.

### Parks, Grünanlagen und Schaugärten
- Bürgerpark[31]
- Getreidegarten Schwege[32]

## Sehenswürdigkeiten
siehe auch: Liste der Baudenkmale in Dinklage

### Bauwerke

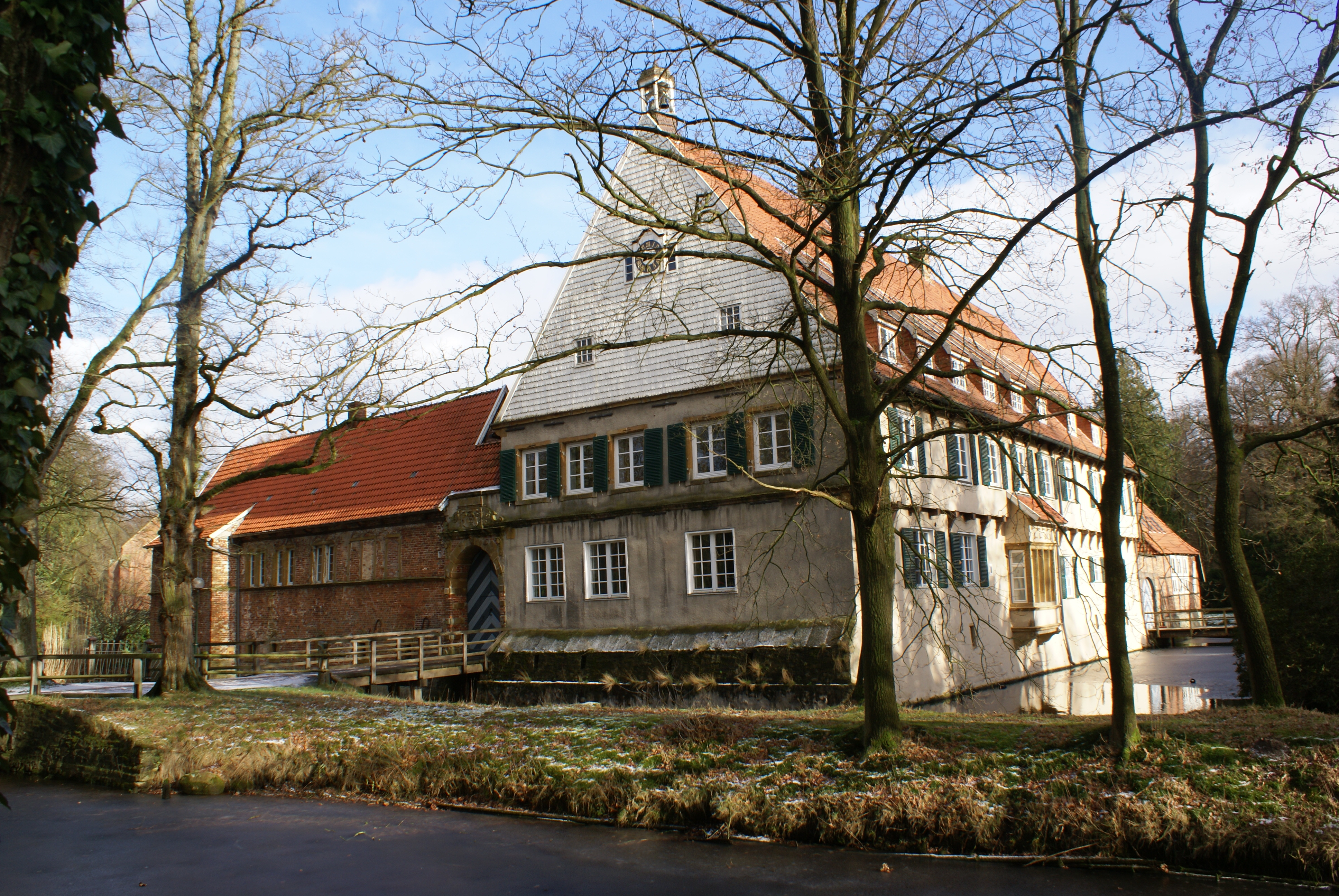
Burg Dinklage
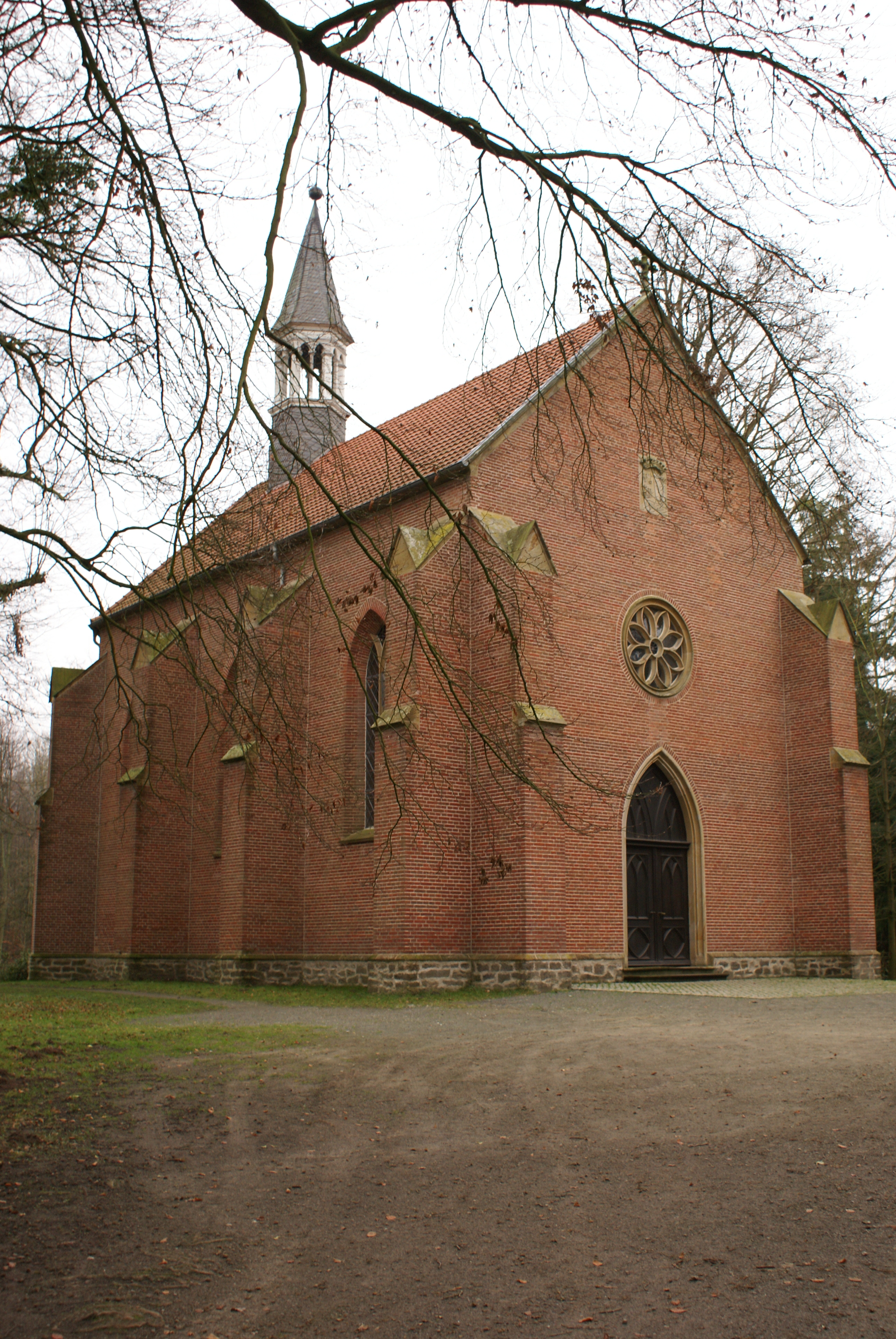
Burgkapelle
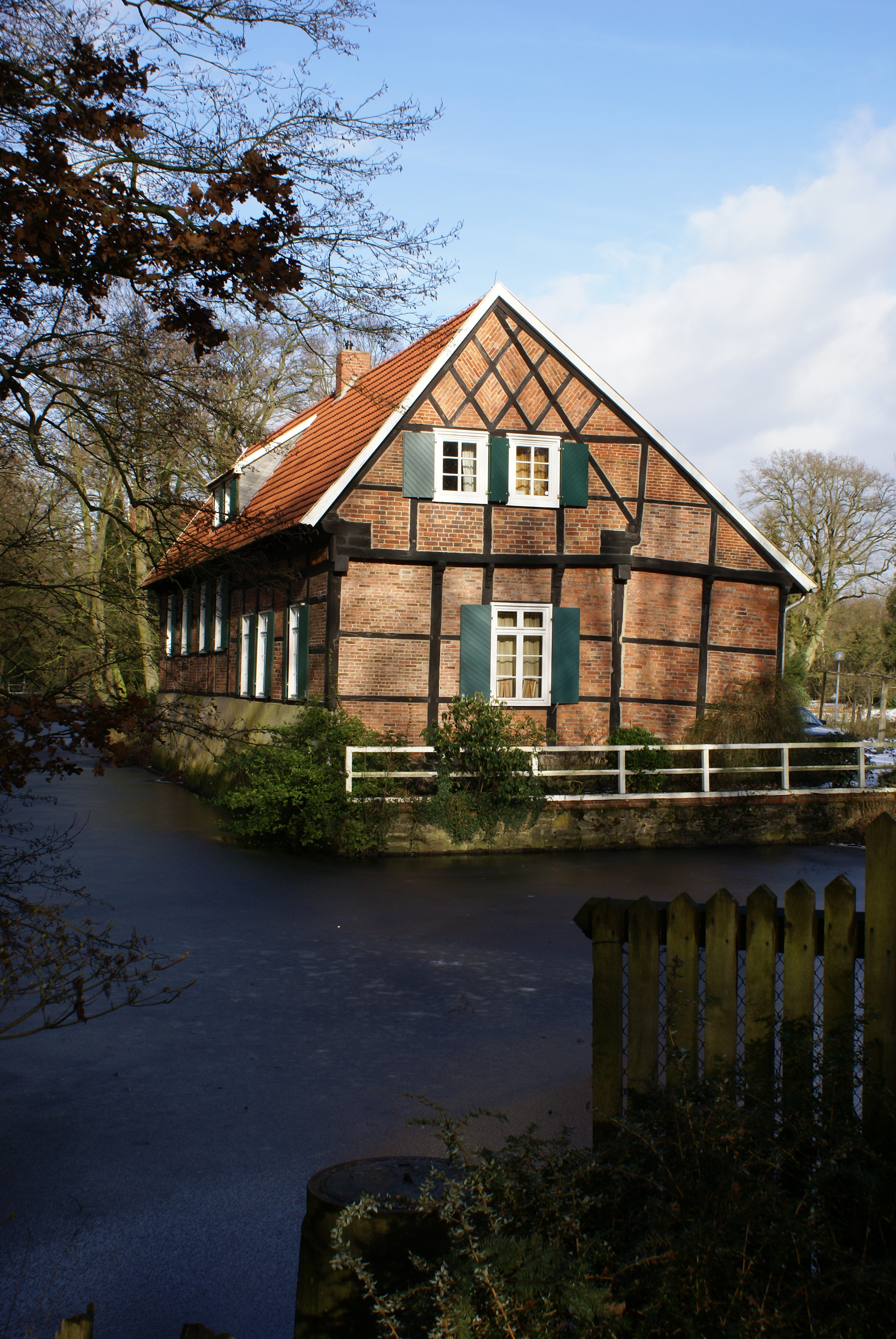
Ehemalige Rentei
Schweger Mühle

- Die Burg Dinklage (Dietrichsburg) ist die größte Wasserburg im Oldenburgischen Münsterland. Sie wurde im 15. Jahrhundert erbaut. 1941 stellte Graf Christoph Bernhard die Burg Dinklage den Benediktinerinnen vom Kloster Vinnenberg in Warendorf als Zuflucht zur Verfügung, 1945 kehren sie nach Warendorf zurück. Seit 1946 lebt eine Gruppe von Benediktinerinnen aus dem Priorat St. Gertrud in Alexanderdorf auf der Burg, die 1949 ihr Eigentum wurde.
- Die Burgkapelle wurde 1844 erbaut und liegt unweit der Burg Dinklage („Dietrichsburg“). In der Burgkapelle Dinklage liegen viele Mitglieder der Familie von Galen begraben. Hier befand sich bis 1840 die Hugoburg.
- Die ehemalige Rentei liegt unweit der Burg Dinklage („Dietrichsburg“). Hier befand sich bis 1677 die Herbordsburg.
- Die Schweger Mühle – auch bekannt als Bäukens Möhln oder Holländer-Galeriemühle – wurde in den Jahren 1848 bis 1849 errichtet. Der Landwirt Franz Heinrich große Böckmann aus der Wiek bei Dinklage entschloss sich gemeinsam mit dem Landwirt Clemens-August Schulte aus Schwege zum Bau einer weiteren Windmühle. Sie entstand in windgünstiger Lage auf dem Grundstück von Schulte in Schwege.[33] Seit 2008 ist die Schweger Mühle Teil der Niedersächsischen Mühlenstraße. Der Heimatverein „Herrlichkeit Dinklage“ betreibt neben der Mühle eine Ausstellungsscheune mit der Dauerausstellung Vom Korn zum Brot, wechselnden Sonderausstellungen sowie einem Getreidepfad.
- Die von hohen Bäumen umgebene Evangelische Kirche Wulfenau, eine Einraumkirche mit Satteldach und Backsteinummantelung in schlichtem Dekor, ist eine 1852 eingeweihte frühhistoristische Kapellenkirche. Der Anbau des Westturms mit hochaufragender Spitzhaube erfolgte 1894.[34]
- Die Katholische Kirche St. Catharina wurde 1878 erbaut. Mit 72 m ist der Turm der Kirche der höchste Kirchenbau im Oldenburger Münsterland. Hier wurde im Jahre 1878 Clemens August Graf von Galen, der spätere Bischof von Münster und Kardinal, getauft.
- Das heutige Rathaus der Stadt Dinklage wurde 1903 als Villa Dr. Meyer errichtet.
- Der alte Bahnhof wurde 1907 erbaut. Nach Fertigstellung der Bahnstrecke Lohne–Dinklage wurde das repräsentative Bahnhofsgebäude errichtet. Heute, nach der Auflösung des Bahnbetriebs, dient es als Heimatmuseum.
- Die Villa Holthaus ist eine 1918 erbaute Fabrikantenvilla. Diese Gründerzeit-Villa wurde bis in die 1970er Jahre von den Firmen Holthaus und Wehrhahn als Verwaltungsgebäude genutzt und wird heute privat bewohnt.

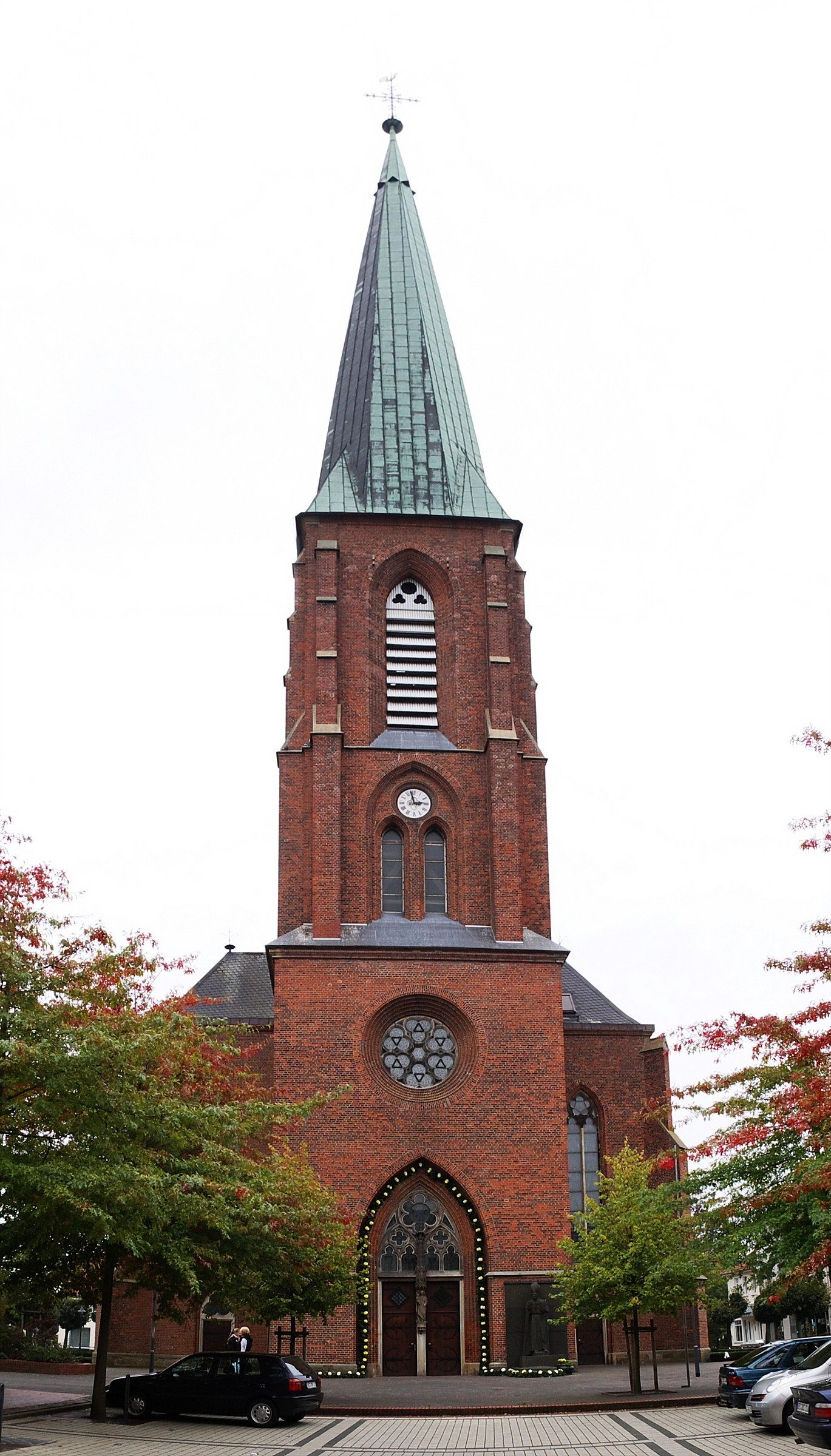
St. Catharina
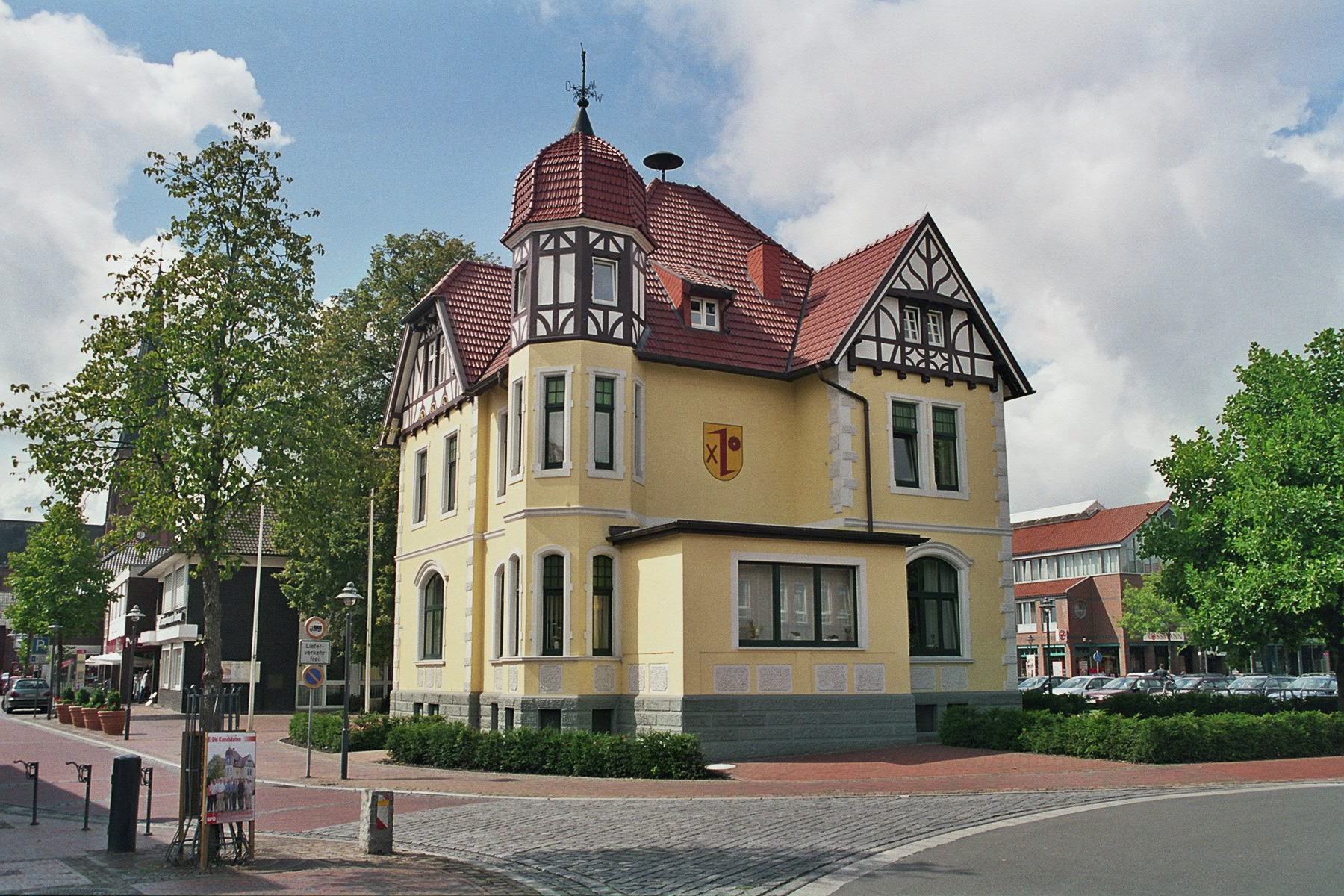
Rathaus Dinklage, ehemals auch Villa Dr. Meyer
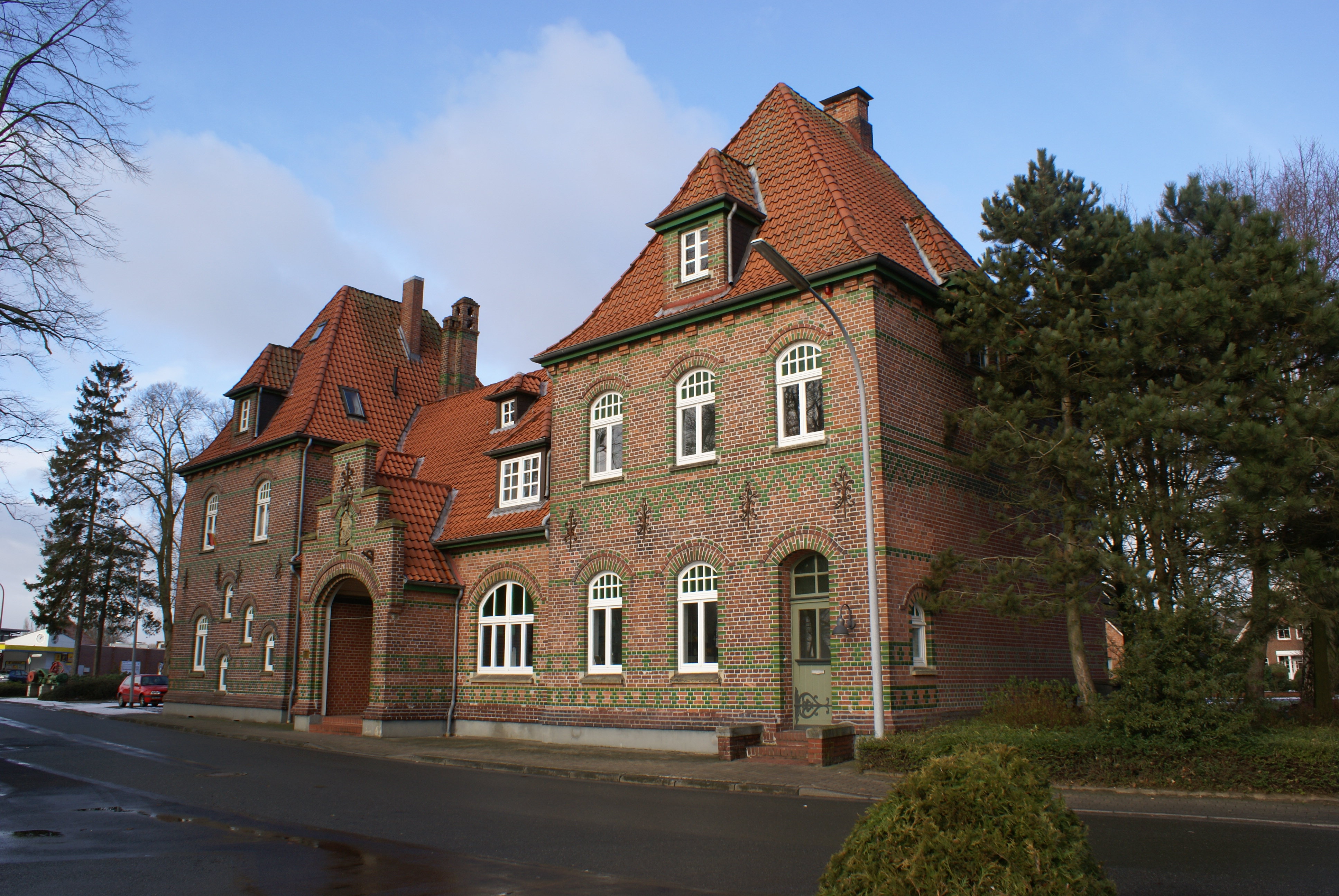
Altes Bahnhofsgebäude
Villa Holthaus
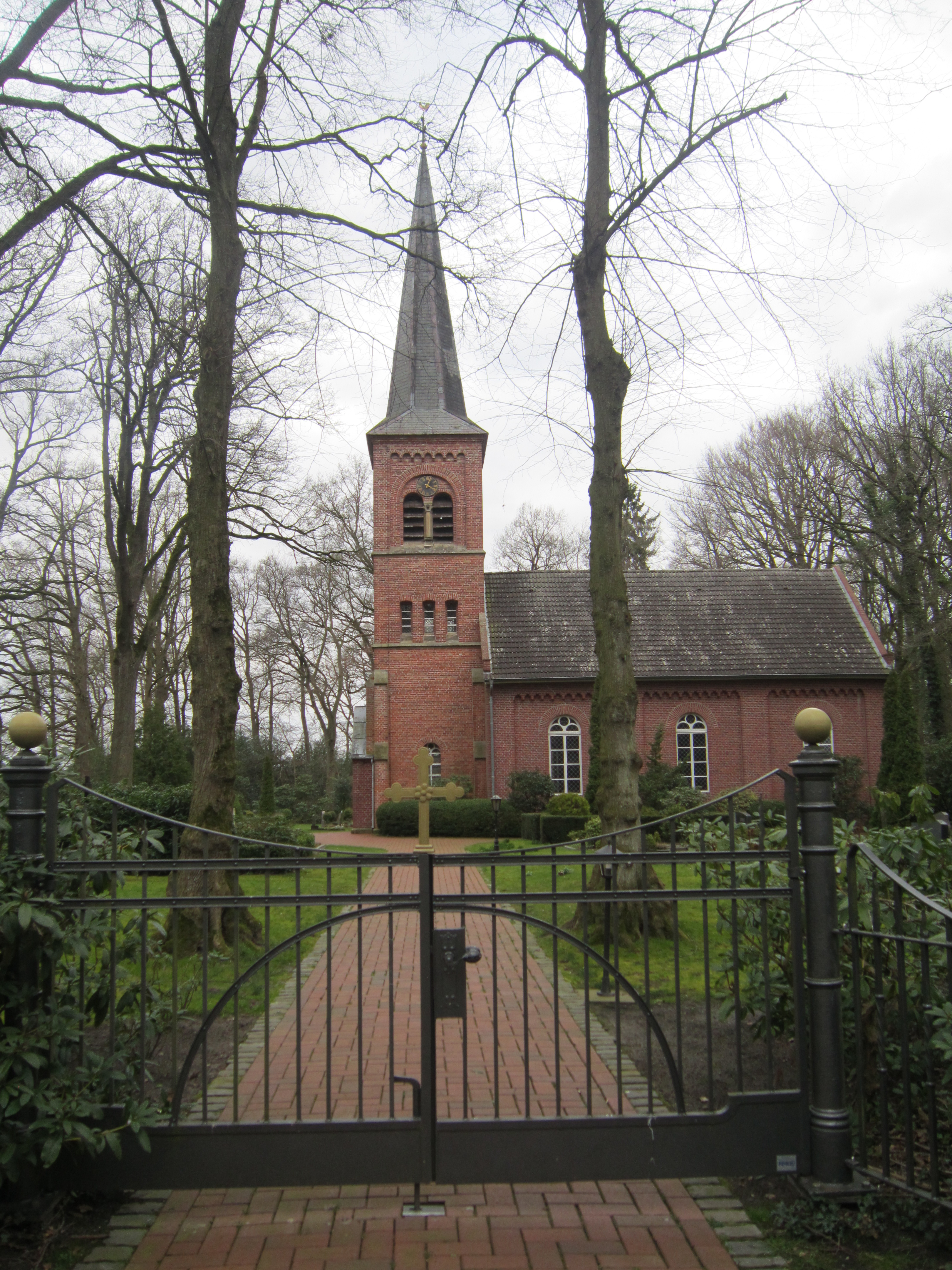
Evangelische Kirche Wulfenau

### Kunst im öffentlichen Raum
Im Zuge des Neubaus des Dinklager Rings wurden mehrere Kreisverkehre angelegt und mit Kunstwerken ausgestattet.
Am südöstlichen Beginn des Dinklager Rings erinnert die Stahlskulptur „Mutkugel“ an Kardinal Clemens-August Graf von Galen.
Eine weitere Figur, die durch Kreiselkunst gewürdigt wird, ist der Dinklager Musiker Bernhard Romberg – dargestellt im Kreisel Dinklager Ring/Märschendorfer Straße.
Zum 75. Todestag von Clemens August Kardinal von Galen (22. März 2021) wurde eine Miniatur der „Mutkugel“ am Prozessionsweg zwischen der Burg Dinklage und der Pfarrkirche St. Catharina aufgestellt. Entlang des Wegabschnitts zwischen der Nepomukbrücke und der Matthiasstraße markieren acht Stelen den sogenannten „Mut-Weg“. Sie wurden von Alfred Bullermann nach Entwürfen Dinklager Schüler gestaltet.

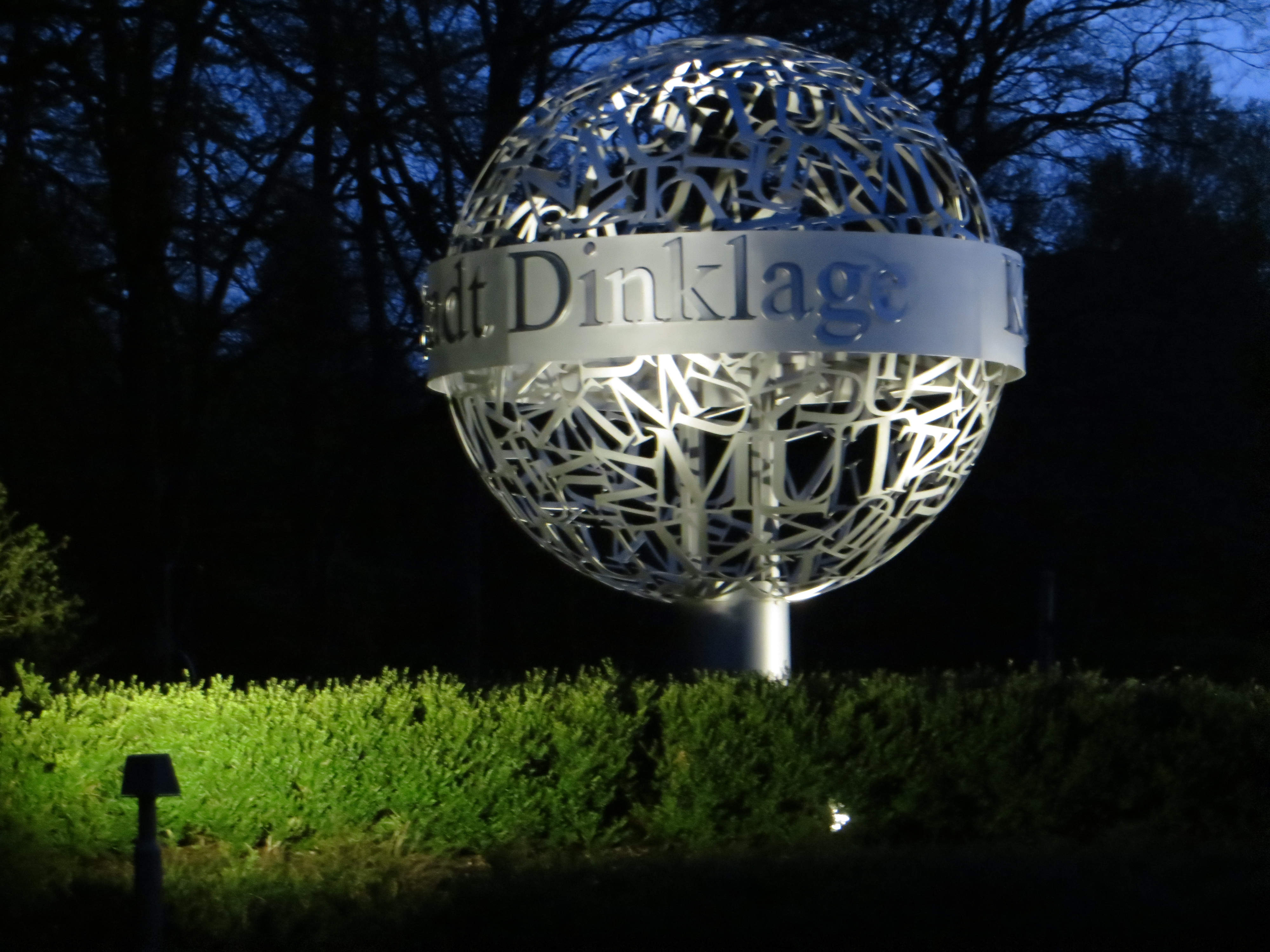
„Mutkugel“ der Kardinal von Galen Stiftung auf dem Kreisverkehr Lohner Straße/Dinklager Ring
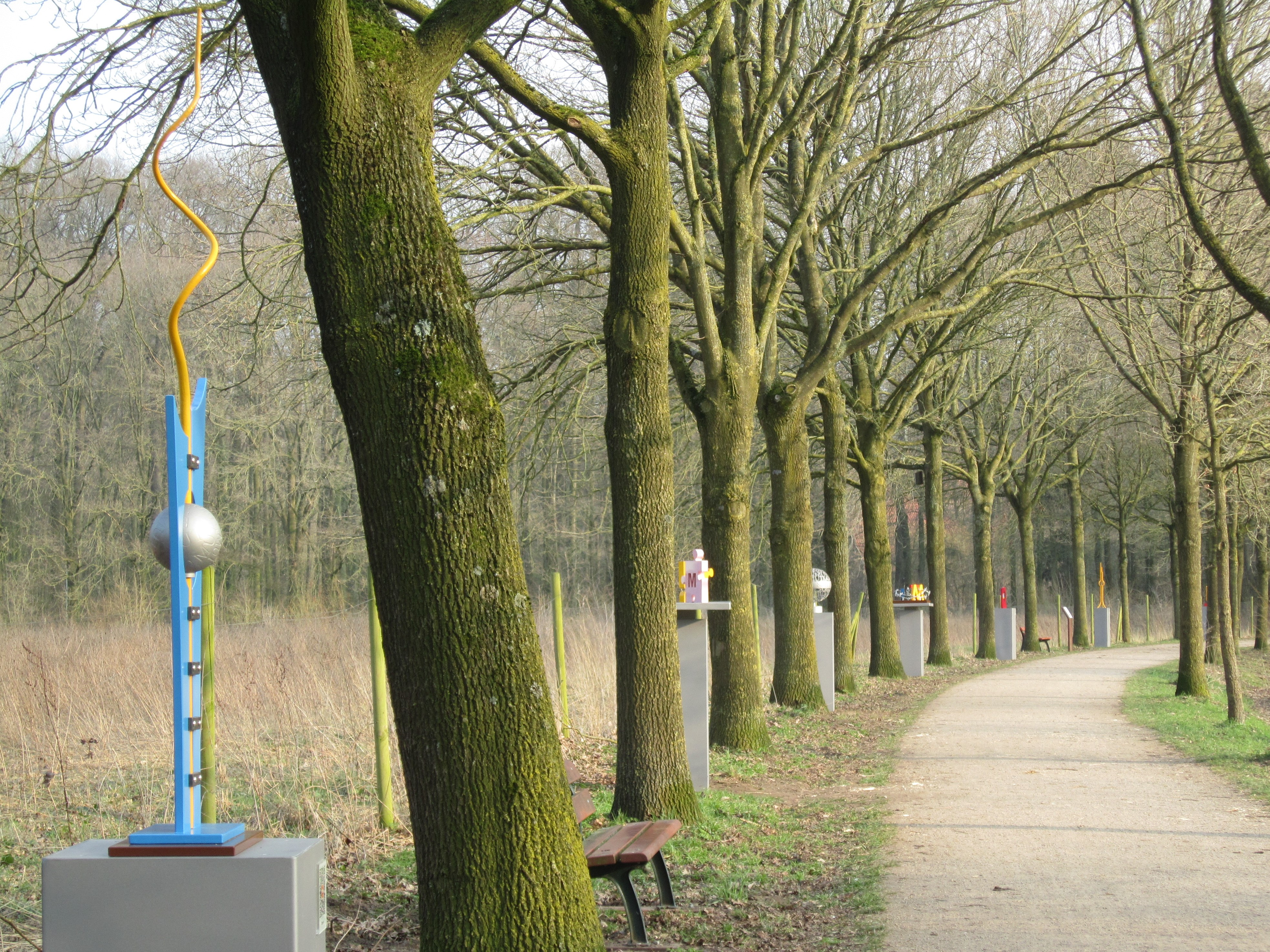
Acht Stelen säumen den Mut-Weg zwischen der Nepomukbrücke und der Matthiasstraße
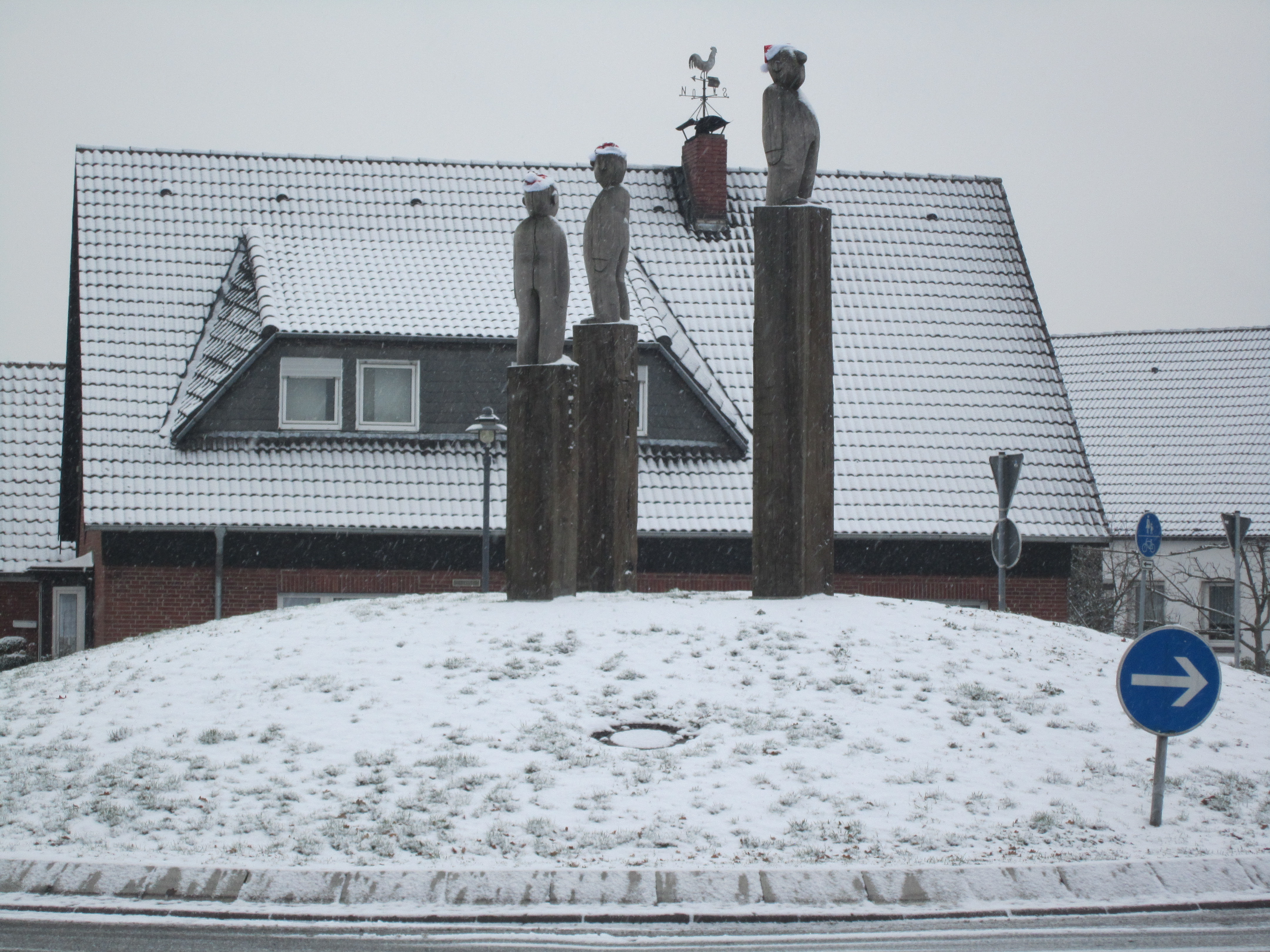
Skulptur „Figuren draußen“ von Jonas Kötz auf dem Kreisverkehr Sanderstraße/Samskamp/Goethestraße
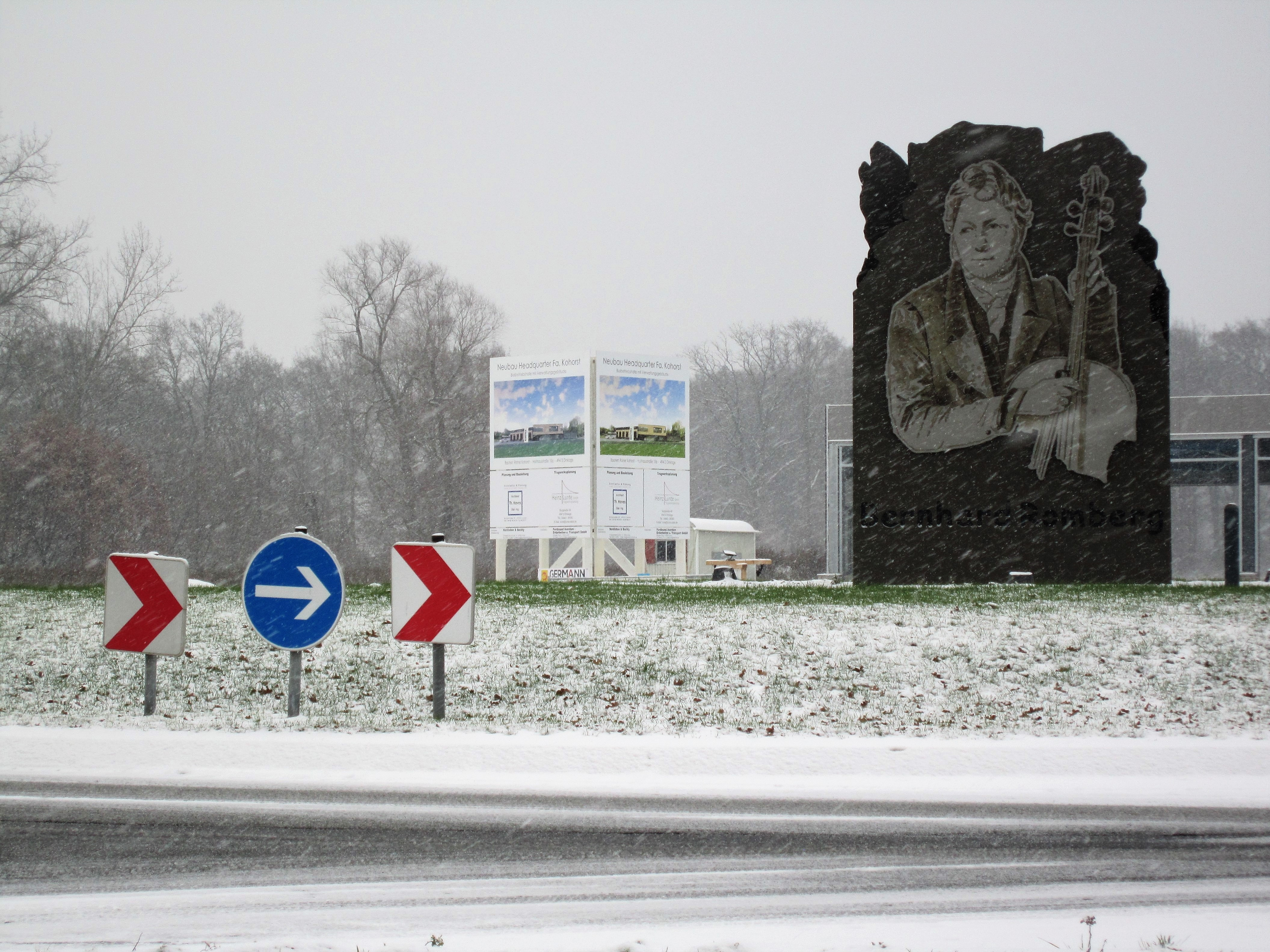
Abbildung des Musikers Bernhard Romberg auf dem Kreisverkehr Dinklager Ring/Märschendorfer Straße

## Tourismus
- Das Kloster Burg Dinklage (Abtei St Scholastika) ist der Endpunkt des Kardinalswegs, eines am 28. Oktober 2018 eingeweihten, 24 km langen Pilgerwegs vom ehemaligen Benediktinerkloster in Damme nach Dinklage.[35]
- Der Mut-Weg verbindet die katholische Pfarrkirche St. Catharina mit der Burg Dinklage. Er wurde am 22. März 2021, dem 75. Todestag des Kardinals Clemens August Graf von Galen, eingeweiht. Auf einem Teil des historischen Dinklager Prozessionswegs sind acht Skulpturen zu sehen, die an den Mut des Kardinals erinnern sollen.[36]
- Durch Dinklage führen die 142 km lange Ferienstraße namens Artland-Route, die Boxenstopp-Route[37] sowie die Niedersächsische Mühlenstraße.[38]
- Ferner gibt es ca. 110 km Radwandertouren rund um Dinklage, z. B. Fahren nach Zahlen.

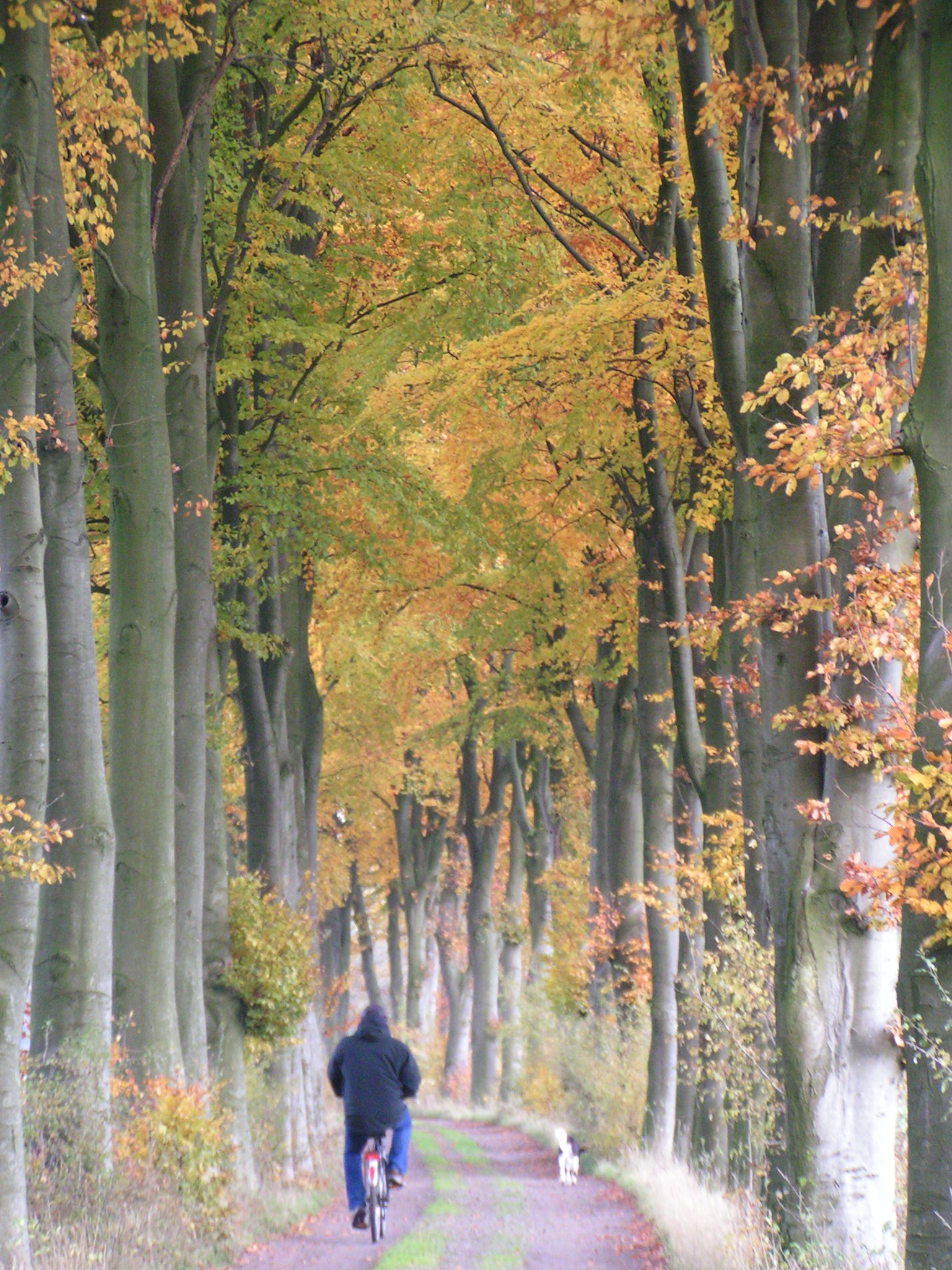
Buchenallee in der Nähe der Burg Dinklage
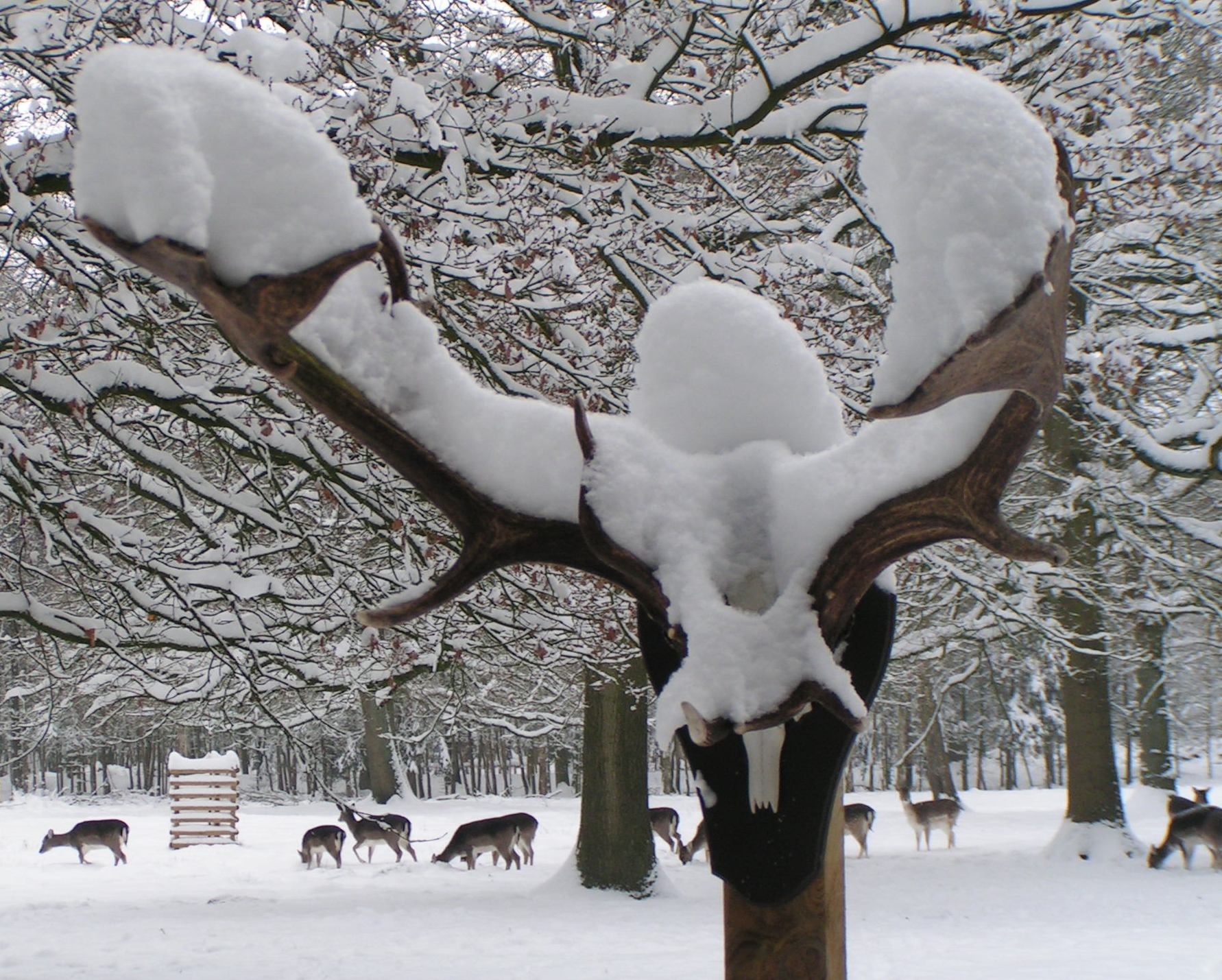
Damwild im Wildgehege des Burgwalds Dinklage
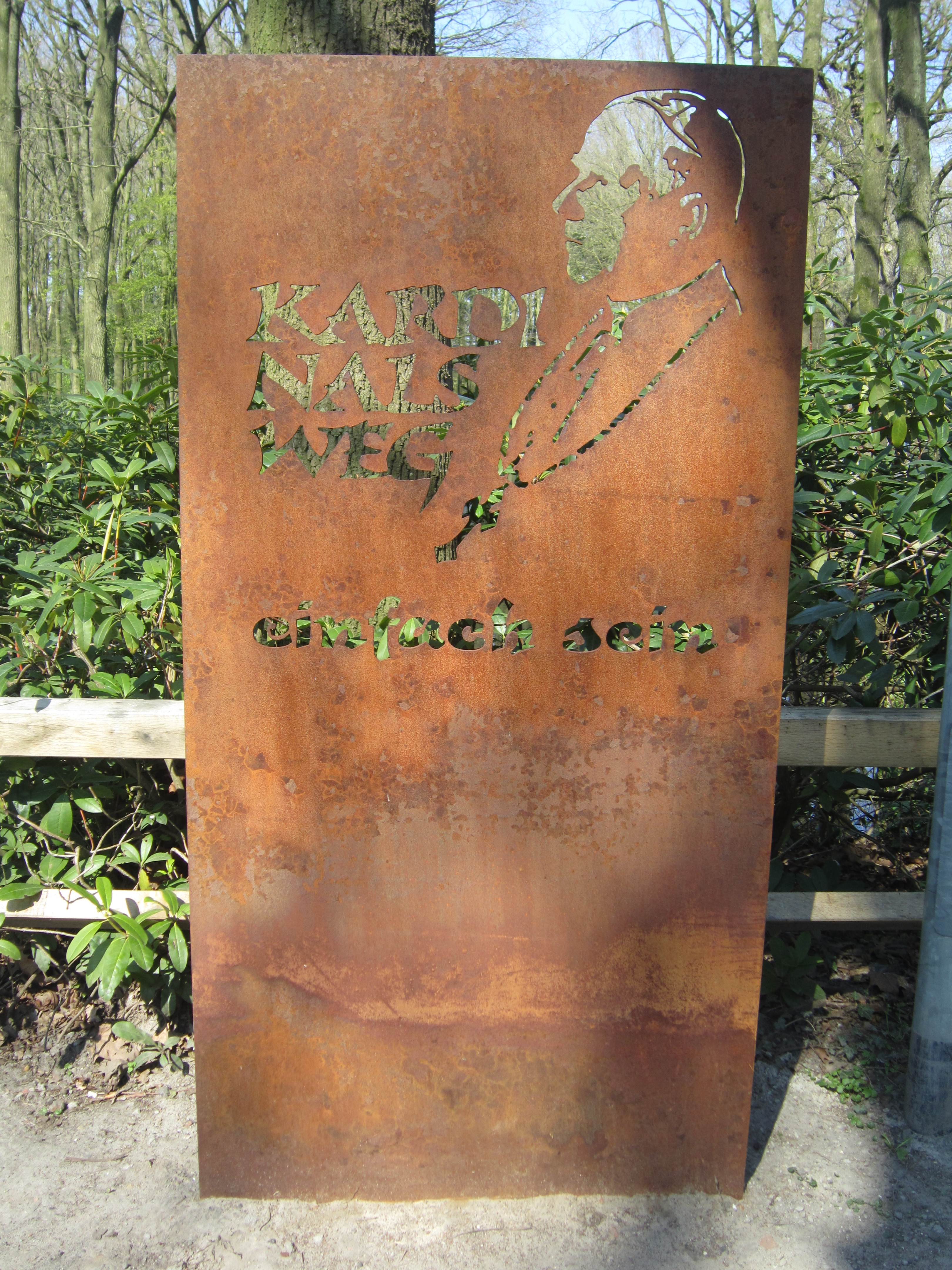
Eiserne Stele am Ende des Kardinalswegs bei der Burg Dinklage
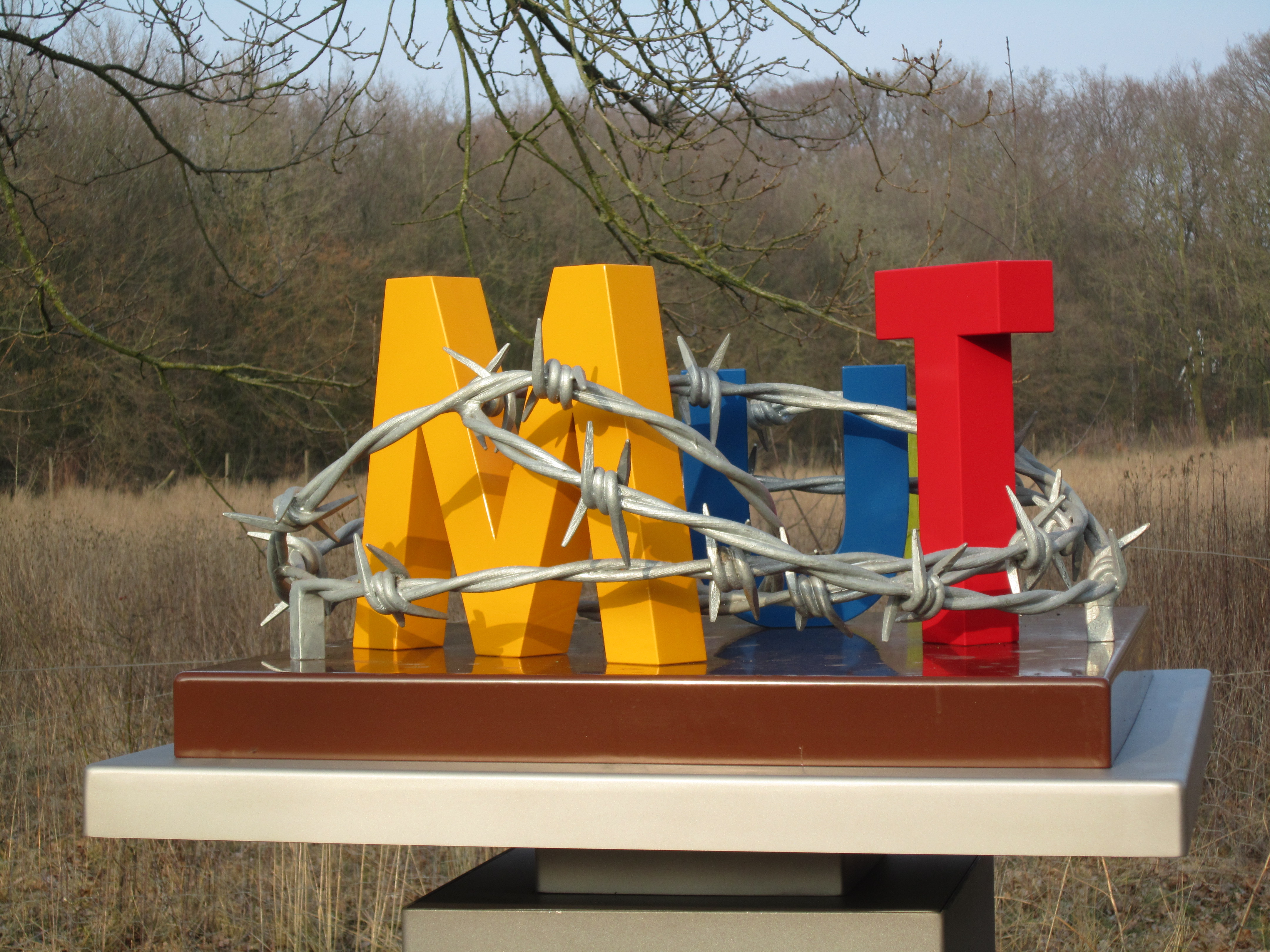
Stele „Mut im Stacheldraht“ am Mut-Weg

## Freizeitangebote

### Sport
Zahlreiche Sportvereine pflegen in Dinklage den Breitensport. Hierzu stehen den Sportlern mehrere Sportplätze und Sporthallen, eine Squashhalle, mehrere Tennisplätze, eine Schwimmhalle, ein Freibad, mehrere Reithallen und Reitplätze, ein Schießstand für Sportschützen und eine Anlage für Bogenschützen zur Verfügung.
Folgende Sportvereine sind u. a. in Dinklage aktiv:
- Turnverein Dinklage e. V. (TVD)
- Tennisclub Dinklage e. V. (TCD)
- Ponyclub Dinklage e. V. - zukünftig Teil des Reitsportclubs Dinklage
- Reit- und Fahrclub Dinklage e. V. (RuFC, „Reiterverein“) - zukünftig Teil des Reitsportclubs Dinklage
- Wandergruppe Dinklage
- Sportschützen Dinklage e. V.
- Bogenschützen Dinklage

### Vereinsleben
In Dinklage gibt es ein ausgeprägtes Vereinsleben. Zahlreiche Vereine prägen und beleben die soziale und kulturelle Vielfalt sowie das vielschichtige Freizeitangebot der Stadt Dinklage. Neben den o. g. Sportvereinen sind u. a. folgende Vereine in Dinklage aktiv:
- Bauernschaft Höne e. V.
- Brieftaubenverein Dinklage
- Burgkreis Dinklage
- Bürger- und Kulturring Stadt Dinklage e. V.
- Chorgemeinschaft St. Catharina
- Deutsche Pfadfinderschaft St. Georg
- Dinklager Fohlenfreunde
- Dinklager Fotoclub
- DLRG Dinklage e. V.
- Dorfgemeinschaft Langwege e. V.
- Fischereiverein Dinklage e. V.
- Freundeskreis Schweger Mühle
- Hegering Dinklage
- Heimatverein Herrlichkeit Dinklage e. V.
- Heimatmuseum Dinklager Heimatstuben
- Hospizverein Dinklage
- Imkerverein Dinklage
- Junge Gemeinschaft
- KAB Dinklage – Katholische Arbeitnehmerbewegung
- Karnevalsclub Dinklage e. V.
- Katholische Landjugendbewegung Dinklage
- Kolpingfamilie Dinklage
- Kolpingorchester Dinklage e. V.
- Landvolkverein Dinklage
- Männergesangverein „Bürgerliedtafel“ von 1860 Dinklage
- Modellbaufreunde Dinklage
- Moskitos Schwege
- Musikschule Romberg e. V.
- Partnerschaftskomitee Dinklage-Epouville
- Pro Jugend Dinklage e. V.
- Rasse- und Ziergeflügelzüchter
- Schützenverein Dinklage e. V.
- Schützenverein St Hubertus Langwege e. V.
- Seniorengemeinschaft
- Stadtelternrat der Dinklager Kindergärten
- Stadtjugendring Dinklage
- Theaterclub „Jung-Bünne“ e. V.
- Verein der Briefmarkenfreunde Dinklage
- Verein der Freunde und Förderer von Galen
- Wirteverein Dinklage

### Regelmäßige Veranstaltungen
- 1. Januar: „Bobrennen“ des WSC Ritzer
- Langweger Schützenfest (Pfingsten)
- Deutscher Mühlentag (Schweger Mühle, Pfingstmontag)
- Dinkloager Dag (Ende Mai/Anfang Juni)
- Sommerkirmes Dinklage (erster Sonntag im Juli)
- Dinklager Schützenfest (vierter Sonntag im Juli)
- Internationale Wanderung und Radwanderung („Internationale Zweitagewanderung“) mit Mühlenfest bei der Schweger Mühle (erster Sonntag im August)
- Dinklager Fettmarkt (dritter Sonntag im Oktober)
- Dinklager Kultursommer
- Dinklager Rassekaninchenschau
- Weihnachtsmarkt
- Weihnachtsbäckerei an der Schweger Mühle (zweiter Advent)

## Persönlichkeiten

### Söhne und Töchter Dinklages
- Friedrich Christian von Galen zu Assen (1689–1748), Domdechant in Münster
- Wilhelm Ferdinand von Galen zu Assen (1690–1769), Erbkämmerer und Amtsdrost im Amt Vechta
- Bernhard Romberg (1767–1841), Cellist und Komponist.[39] Über das Cellospiel hinaus war Bernhard Romberg Komponist von Opern, Sinfonien und kammermusikalischen Werken
- Franz Heinrich Tappehorn (1785–1856), Mitglied der Frankfurter Nationalversammlung
- Klemens von Korff (1804–1882), Rittergutsbesitzer, Landrat (1855–1875) des Kreises Halle (Westf) und Abgeordneter.
- Bernard Neteler (1821–1912), Theologe und Bibelwissenschaftler; er veröffentlichte zahlreiche Werke zur Bibelwissenschaft.
- Clemens August Graf von Galen (1878–1946), 1933–1946 Bischof von Münster und ab 1946 Kardinal; kritisch gegenüber der nationalsozialistischen Diktatur. Am 9. Oktober 2005 in Rom seliggesprochen, Gedenktag ist der 22. März.
- Heinrich Fröhle (1879–1966). Landwirt und Politiker (Zentrum)
- Franz von Galen (1879–1961), Mitglied des preußischen Landtages (1932/1933); legte sein Mandat aus Protest gegen das Ermächtigungsgesetz nieder; 1944/1945 KZ Sachsenhausen.
- August Wegmann (1888–1976),  1924–1933 Reichstagsabgeordneter (Zentrum), von den Nationalsozialisten aus dem Staatsdienst entlassen und Opfer der Aktion Gitter. Nach 1945 CDU-Politiker, zunächst Innenminister und stellv. Ministerpräsident des damaligen Landes Oldenburg. Ab 1946 niedersächsischer Innenminister und stellv. Ministerpräsident, später Finanzminister und Verwaltungspräsident des Verwaltungsbezirks Oldenburg.
- Dieter Wurm (1935–2019), Kommunalpolitiker (CDU) und Vorsitzender des Landschaftsverbandes Westfalen-Lippe (LWL) (1999–2002)
- Hans Micheiloff (1936–1993), Tischtennisspieler. Er war zweifacher deutscher Tischtennis-Meister im Doppel.
- Hubert Blömer (* 15. November 1939; † 10. März 2011 in Athens (Ohio)), Geograf, Professor an der Ohio University[40]
- Jochen Arlt (* 1948), Schriftsteller, heute Köln, verantwortlicher Herausgeber des „Rheinland Lesebuchs“
- Helmut Middendorf (* 1953), Maler („Die Neuen Wilden“); lebt und arbeitet in Berlin und Athen. Seine Arbeiten sind bekannt für ihre kräftigen Farbendynamischen Kompositionen und expressiven, oft figurativen Darstellungen. Eines seiner bekanntesten Werke ist "Big City Night" (1979). Seine Werke sind z. B. in der Berlinische Galerie und im Museum of Modern Art (New York) vertreten.
- Hannes Möller (* 1954), Maler; lebt und arbeitet in der Nähe von Frankfurt am Main. Ein bekanntes Werk ist z. B. der Graphikzyklus Totenhaus nach Aufzeichnungen aus einem Totenhaus von Dostojewskij und der Oper von Leoš Janáček Aus einem Totenhaus.
- Markus Tepe (1971–2021), bildender Künstler und Dozent für Malerei und Grafik. Seine Werke umfassen Zeichnungen und Grafiken auf Papier, Lithographien und Gemälde in Öl und Acryl auf Leinwand.
- Petra Quade (vormals Buddelmeyer); sechsfache Paralympic-Goldmedaillen-Gewinnerin in der Leichtathletik (Sprint, Weitsprung) in New York (1984) und Seoul (1988)[41]; geboren und aufgewachsen in Dinklage

### Persönlichkeiten, die in Dinklage gelebt und/oder gewirkt haben
- Ferdinand Heribert von Galen (1831–1906), Mitglied des Oldenburger Landtages (1872–1875); Mitglied des Reichstages (1874–1903)
- Friedrich Mathias von Galen (1865–1918), Mitglied des westfälischen Provinziallandtages; Mitglied des Reichstages (1907–1918)
- Máire Hickey, OSB (1938–2025), irische Altphilologin und Benediktinerin; Äbtissin der Benediktinerinnenabtei Sankt Scholastika Burg Dinklage (1983–2007)
- Ulrich Kirchhoff (* 1967), Springreiter, Doppel-Olympiasieger, aufgewachsen in Dinklage, startete als Jugendlicher seine sportliche Karriere in Dinklage.
- Henrike Franziska Voet (* 1983), Bürgermeisterin der Stadt Lohne. Von 2013 bis 2020 war Voet im Bundesministerium des Innern und für Heimat tätig, zuletzt als Regierungsdirektorin. Sie wuchs in der Dinklager Bauerschaft Höne auf.
- Kristina Bröring-Sprehe (* 1986), Dressurreiterin; Olympiasiegerin, Weltmeisterin; Deutsche Meisterin; aufgewachsen in Dinklage und lebt dort.
- Madita Kohorst (* 14. Oktober 1996), Handballspielerin, Bundesliga, VfL Oldenburg
- Vivien Endemann (* 7. August 2001), Fußballspielerin, Bundesliga (VfL Wolfsburg) und Deutsche Nationalmannschaft; Olympiateilnehmerin; in Dinklage aufgewachsen; startete beim TV Dinklage ihre sportliche Karriere.
- Julia Middendorf (* 31. Januar 2003); Tennisspielerin, Weltrangliste; in Dinklage aufgewachsen und lebt dort.